# Condition des femmes sous le Troisième Reich
La condition féminine sous le Troisième Reich se caractérise par une politique visant à cantonner les femmes dans un rôle de mère et d'épouse et de les exclure de tout poste à responsabilité, notamment dans les sphères politiques ou universitaires. Si la politique nazie tranche nettement avec l'évolution émancipatrice de la république de Weimar, elle se distingue également de l'attitude patriarcale et conservatrice de l'Empire allemand. Depuis les réunions publiques électrisant des foules féminines, l'embrigadement des femmes au sein des organisations-satellites du Parti nazi, comme la Bund Deutscher Mädel ou la NS-Frauenschaft, est généralisé afin d'assurer la cohésion de la « communauté du peuple » (Volksgemeinschaft).
La femme nationale-socialiste modèle ne travaille pas mais elle est responsable de l'éducation de ses enfants et de la tenue de son foyer. Les femmes n'ont droit qu'à une formation limitée, axée sur les tâches ménagères et sont, au fil du temps, écartées de l'enseignement universitaire, des professions médicales ou du parlement. L’intérêt superficiel que porte le national-socialisme à la femme, et l’image mythifiée de l’épouse germanique qu’il véhicule, ne restent néanmoins que le versant d’une propagande discriminatoire qui aboutit à une régression des droits des femmes et à leur cantonnement à la seule mission d’enfanter.
À l'exception de la Reichsführerin Gertrud Scholtz-Klink, aucune femme n'est amenée à occuper de fonctions officielles, mais certaines marquent cependant le régime, de par leur proximité avec Adolf Hitler, comme Magda Goebbels, ou en excellant dans des domaines particuliers, comme la cinéaste Leni Riefenstahl ou l'aviatrice Hanna Reitsch. Si certaines femmes jouent un rôle d'influence au sein du système nazi ou occupent des fonctions au sein du système concentrationnaire, d'autres s'engagent dans la résistance allemande au nazisme et le paient de leur vie, comme Libertas Schulze-Boysen ou Sophie Scholl.

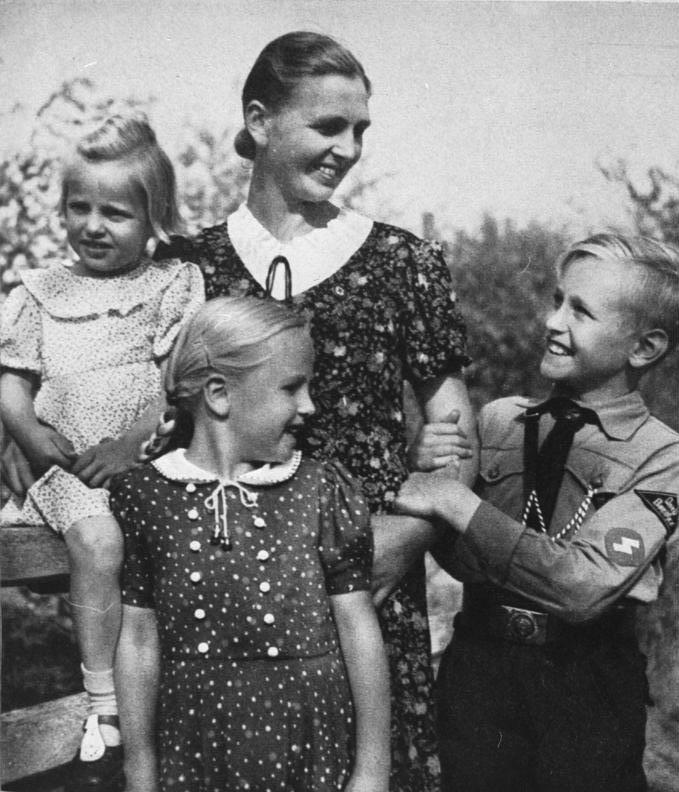
Photographie de propagande nazie : une mère, ses deux filles et son fils en uniforme des Jeunesses hitlériennes posent pour le magazine SS-Leitheft de février 1943.

## De l'émancipation à l'éviction

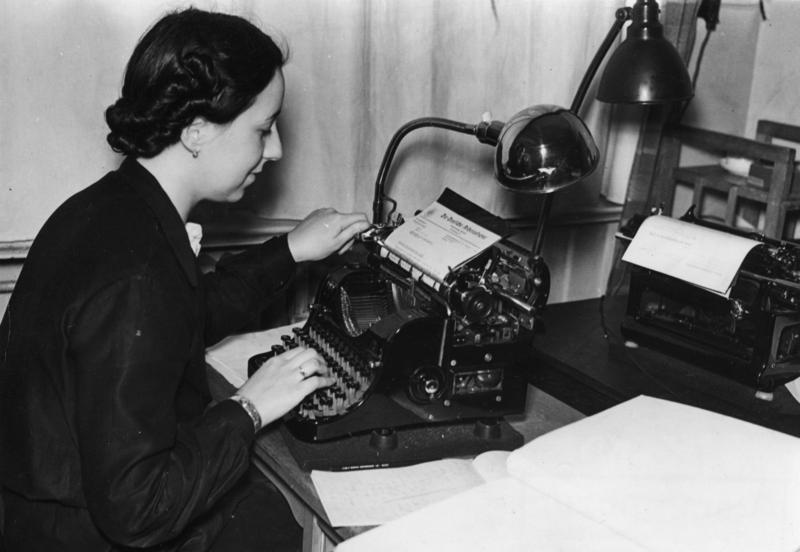
Femme allemande secrétaire, en 1938.

### République de Weimar

#### Une émancipation partiellement politique
Sous la république de Weimar, la condition des femmes est l'une des plus avancées d'Europe. La Constitution de Weimar du 19 janvier 1919 proclame leurs droits de vote et d'éligibilité (articles 17 et 22), l'égalité des sexes en matière civique (art. 109), la non-discrimination des fonctionnaires de sexe féminin (art. 128), la protection de la maternité (art. 19) et l'égalité des époux dans le mariage (art. 119). Après une partie des Britanniques en 1918, elles comptent ainsi parmi les premières citoyennes d’un grand État européen à obtenir le droit de suffrage, même si « [ce suffrage] comme la démocratie furent issus de la confusion de la défaite [de 1918] et non d’une longue lutte » (elles avaient alors participé à l’effort de guerre allemand pendant la Première Guerre mondiale, occupant une grande variété d’emplois laissés vacants par les hommes partis se battre et participant psychologiquement à la cohésion nationale mais furent vivement critiquées dès la fin du conflit lorsque certaines revendiquèrent le droit de conserver ces emplois : « Comment pouviez-vous les garder à leurs casseroles, après qu’elles eurent été à Berlin ? ») ; certaines féministes, comme Linda Gustava Heymann, si elles saluent cette avancée, ne la considèrent que comme un jalon mineur dans leur combat face à l’« oppression millénaire » des hommes. Clara Zetkin, figure de proue du mouvement féministe allemand, est députée au Reichstag de 1920 à 1933 et préside même un temps l'assemblée en qualité de doyenne. Entre 1919 et 1932, on compte au total 112 députées (soit entre 7 % et 10 % des élus) et dans les années 1920 on relève entre 400 et 500 femmes élues au niveau local et national (notamment dans les parlements régionaux). L'historienne Anne-Marie Sigmund note : « Les slogans des mouvements d’émancipation commençaient à prendre. La classe moyenne, surtout, veillait à l’éducation de ses filles, et percevait l’activité professionnelle comme l’avenir de la femme moderne ». Mais « Weimar ne constitue pas un grand pas en avant dans la libération des femmes. Celles-ci demeurent sous-représentées dans les Parlements [...], la maternité est promue comme la fonction sociale des femmes la plus importante, l'avortement reste passible de poursuites (§ 218 du Code pénal), les ouvrières ne connaissent pas de réel progrès économique (pas d'égalité des salaires) »). Avec l'émergence de la société de consommation, les entreprises et les administrations ont besoin de plus en plus de main d'œuvre ; si le travail devient une voie d'émancipation pour les femmes, elles sont souvent cantonnées à un travail de secrétaire ou de vendeuse et, généralement payées de 10 à 20 % de moins que les hommes, sous divers prétextes, comme leur connaissance des tâches domestiques qui les dédouanerait de certains frais ménagers.

#### Le NSDAP et les femmes entre 1921 et 1933
L'adhésion de femmes nazies
Depuis janvier 1921, la doctrine du NSDAP est claire et ne fait pas mystère de sa volonté d'exclure les femmes de la vie politique allemande. Si le Parti nazi décrète qu'« aucune femme ne peut être admise à la direction du Parti ni dans le comité administrateur »,, cela ne l'empêche pas de compter de nombreuses femmes parmi ses membres : elles sont en effet utiles, puisqu’elles versent, comme tous les membres, une cotisation, représentent un électorat qui se laisse séduire sans grand renfort de propagande à leur égard, mais seulement par le charisme de Hitler et l’aspect révolutionnaire de son idéologie. Certaines participent à l’organisation de réunions publiques ou d’œuvres de charité au nom du parti. Avant l’arrivée de Hitler au pouvoir, on compte environ 34 000 adhérentes au NSDAP, dont la majorité n’arrive pas avant 1922. Elles sont décrites par l'écrivaine Annette Kolb comme une « assemblée de vendeuses au chômage » ; en effet, elles font surtout partie de la classe moyenne, ont un certain âge et font parfois déjà partie d’organisations féminines. Alfred Krebs, un dirigeant du parti de province avoue : « Bien que nos opposants nous aient souvent accusés de ne pas vouloir de femmes en politique, nous ne nous sommes jamais montrés aussi grossiers. Aux premiers jours du nazisme, alors que les femmes étaient parmi nos agitateurs les plus zélés, cela aurait été impensable ». Bien que le programme du parti soit radicalement antiféministe, le vote féminin pour le NSDAP reste néanmoins de 50 % supérieur à celui des hommes.
Il y a peu de témoignages de femmes nazies. Le sociologue américain Theodore Abel (en) mena néanmoins au début des années 1930 une étude universitaire où il releva, sur 500 témoignages à la question « Pourquoi suis-je devenu nazi ? », le récit de 36 femmes où il note comme point commun qu’elles vivaient pour la plupart en ville, n’« avaient pas souffert plus que d'autres ; mais considéraient apparemment que la souffrance et le sacrifice avaient constitué les expériences déterminantes de leur vie » (notamment lors de la Grande Guerre), étaient auparavant antisémites ou le sont devenues par persuasion, vouent une admiration totale au Führer, mais pas nécessairement plus que dans les témoignages masculins. Le fait que des femmes rejoignent un parti aussi critique à l’égard de l'émancipation féminine montre que, pour certaines, cela importe peu et que le programme novateur et révolutionnaire du parti les fascinait ; aussi, comme une partie de l’électorat, ces femmes sont attirées par l’idéologie générale du parti (rejet du traité de Versailles, anti-bolchevisme et promesse d'un travail), considèrent que l’exercice du pouvoir tempérera les nazis sur les questions féminines et pensent dans l’absolu Hitler moins radical que ses lieutenants. Pourtant, les premiers membres du NSDAP, « incapables d’adopter un mode de vie bourgeois » sont surtout galvanisés par l'idée de « donner au mouvement le caractère d'une fédération d'hommes », dont les femmes sont donc exclues. Aussi, les dirigeants nazis Alfred Rosenberg et Julius Streicher font preuve d’une misogynie insultante,, et beaucoup d’autres dirigeants nazis suivent la même voie : au Reichstag, un député nazi lança un jour à une députée SPD louant une politique pacifiste durable en rappelant que son fils était mort lors de la Grande Guerre : « C'est tout ce que ces vieilles biques méritent de toute façon ! ». Lors de marches des nazis dans les rues des villes, des femmes parfois participent, suivant les hommes en chantant, « en jupe bleue et blouse brune à col blanc arborant des foulards et des brassards ornés de croix gammées ». Un journaliste américain enquêtant en Allemagne écrit, en 1932 : « Les femmes ont été les piliers les plus solides de l'hitlérisme, et cela dès le début. Aux réunions, la proportion de femmes est incroyablement forte. Hitler exerce une véritable fascination sur le sexe faible… Cette fascination est d'autant plus surprenante que les nazis veulent enlever le droit de vote aux femmes et les renvoyer dans leurs cuisines ». Hitler est donc conscient de l'importance des femmes nazies lors des moments difficiles vécus par le parti ; il déclare ainsi bien plus tard : « En sortant de prison seize mois plus tard, je découvris qu'elles avaient maintenu le mouvement en vie. Au lieu de se protéger, elles avaient suivi ce que leur dictait leur cœur et étaient restées à mes côtés ». Mais sa position n’est pas dénuée d’ambigüité : il est par exemple dépité, avant de l'accepter, lorsqu’il apprend qu’on a accepté des filles dans les premières années des Jeunesses hitlériennes. Claudia Koonz note aussi : « Au milieu des années 1920, plusieurs femmes de la bonne société de Munich introduisent Hitler dans des cercles influents et contribuèrent à combler les trous des caisses du parti. Il profita sans vergogne de ces contacts mais remercia à peine ».
L'adhésion à une idéologie discriminante
En réalité, pour comprendre le raisonnement des nazies, il convient de sortir du schéma de pensée selon lequel ces femmes souhaitaient une égalité politique : contrairement par exemple aux militantes du SPD, intégrées dans leur parti au même titre que les hommes depuis 1890, les nazies souhaitent militer « hors du champ politique » (elles y sont bien entendu également forcées, car « ignorées ou rejetées par leurs camarades masculins »), et veulent qu’on protège « leur propre domaine » appelé aussi « sphère bien séparée ». « Les femmes nazies estimaient avec un certain réalisme qu'elles n'avaient pas le pouvoir d'influencer véritablement les hommes. […] Alors que les féministes œuvraient pour un monde plus égalitaire, les conservatrices voulaient prolonger la vision d'un passé qui n'avait jamais existé, dans lequel les hommes avaient force et pouvoir sur la vie publique, et où les femmes étaient les gardiennes des valeurs humanistes. Les femmes nazies acceptèrent d'être des militantes de second rang dans le mouvement de Hitler dans l'espoir de préserver leur domaine des interférences masculines ». Dans les autres partis, assimilées mais exclues, les femmes politiques « nageaient en plein ambigüité, à la fois accueillies et exclues. Au Parti nazi, les femmes se retrouvaient en quelques sorte en famille, avec un domaine bien démarqué de celui des hommes ». Subordonnées aux hommes, c’est alors au mérite qu’elles peuvent se distinguer, en étant les meilleures mères et épouses possibles : la proposition de 1926 de Joseph Goebbels de donner un vote multiple aux élections aux mères de familles et aux bons soldats, n’est pas étrangère à cette réflexion. La femme mythifiée qu'on leur propose d’être rejoint la seule occurrence aux femmes dans le programme du NSDAP établi depuis les années 1920, l’article 21, qui prévoit la protection des mères de familles par les militants nazis. Aussi, la femme « soumise » que véhicule le NSDAP n'est pas si différente de celle véhiculée par l'Église vis-à-vis de Dieu ; les femmes nazies et chrétiennes ne changent ainsi pas tant de schéma de pensée, comme il est pourtant courant de croire avec la parenthèse d’émancipation politique de Weimar. Dans leur cercle, elles préparent des repas, cousent des vêtements, font de petits séminaires de formation politique sur des thèmes développés dans Mein Kampf, organisent des cotisations, collent des affiches et préparent des invitations : « Tout cela propageait l'image de la communauté unie promise par le nazisme. […] Elles auraient fait n'importe quoi, […] et croyaient profondément que tout, même les travaux les plus insignifiants, avait son importance ». Dans les débuts du mouvement, elles sont souvent conspuées par la population allemande : « Les femmes qui portaient un brassard rouge risquaient alors dans les rues de leurs villes des injures du genre « putain de Hitler », « oies brunes » ou « truies nazies » » ; elles se prennent alors parfois comme les premiers chrétiens des catacombes mais cela renforce au contraire leur détermination[pas clair].
Les femmes nazies et la politique
La doctrine nationale-socialiste met en avant le rôle de l'homme allemand, insistant sur ses qualités au combat et la fraternité qu'il a à entretenir avec ses compatriotes masculins. Le théoricien nazi Alfred Rosenberg précise ainsi cette vision : « Il faut pourtant qu’une chose soit claire : c’est l’homme qui doit être et rester juge, soldat et dirigeant de l’État ». Alors que la plupart des autres partis de la république de Weimar présentent des candidates aux élections et en font élire, le NSDAP s'y refuse : on compte ainsi des députées communistes, socialistes, catholiques et parfois nationalistes, mais aucune nationale-socialiste. Hitler résume en quelques phrases la situation : « En 1924, les femmes politiques sont apparues chez moi : Mme von Treuenfels, Mme von Kemnitz [épouse Ludendorff], elles voulaient devenir membres du Reichstag ! C’est complètement insupportable quand il s’agit d’affaires militaires ! Une femme ne devrait même pas avoir le plus petit poste dans un groupe local du parti… je dis que 99 % des objets de délibération sont des affaires d'hommes qu’elles ne sont pas capables de juger ». Au départ, ces slogans anti-féministes nazis provoquent néanmoins un tollé dans l’opinion, comme « L’homme et la femme sont depuis l'origine du monde des êtres différents, avec des fonctions tout aussi différentes » ou « L'univers de la femme est petit comparé à celui de l'homme » et font même un temps débat à la tête du parti, ce qui amène un certain revirement dans les éléments de langage des ténors nazis, Joseph Goebbels notant ainsi dans son journal, le 23 mars 1932 : « Le Führer met au point de toutes nouvelles idées sur la place de la femme. Elles sont d’une importance éminente pour la prochaine bataille électorale, car c’est justement sur ce terrain là que nous avons été attaqués lors de la première élection. La femme est la compagne de l'homme pour le sexe et le travail. Elle l’a toujours été et le restera. Elle doit l’être même dans la situation économique actuelle. Autrefois aux champs, aujourd’hui au bureau. L'homme est l’organisation de la vie, la femme son soutien et son organe d’exécution ! Cette conception est moderne et nous élève au-dessus de tout ressentiment populaire allemand ». En 1933, Joseph Goebbels justifie cette position en expliquant qu'« il faut laisser à l'homme ce qui appartient à l'homme ». On passe ainsi d'une situation où 37 députés sur 577 sont des femmes à aucune, après les élections législatives de novembre 1933. Néanmoins, si d’autres élections législatives (certes bloquées) ont lieu après l’instauration du régime nazi (en mars 1933, novembre 1933, 1936 et 1938), les femmes conservent leur droit de vote.
Même si en 1934, le Führerlexikon, qui recense un grand nombre de responsables obscurs, aucune femme n’est mentionnée. Pourtant, depuis les années 1920, des femmes ambitieuses, à leur niveau, émergent durant cette période avec « leur style, leurs objectifs et leurs partisans ». On peut noter l’exemple de Elsbeth Zander, qui mène une « double croisade » pour la maternité et Hitler, pour la nation et contre le bolchevisme, auprès des couches populaires de la population féminine allemande. Elle crée des maisons de repos pour les SA, publie un journal (« Service et Sacrifice de la femme allemande », Opferdienst der deutsche Frau) et fonde l’Ordre de la Swastika rouge, une organisation affiliée au NSDAP, auprès duquel elle parvient à assurer au départ une sorte de représentation des femmes nazies. Elle est fondamentalement opposée aux femmes bourgeoises et de salon. Le nombre d’adhérentes varie de 13 000 selon elle à 4 000 selon les forces de l’ordre. Alors que Zander donne une contenance à ces femmes issues de milieux côtés, de son côté, la pédagogue Guida Diehl créé un cercle de femmes issues de la bourgeoisie conservatrice protestante. Issue elle-même d'une famille nationaliste et antisémite, elle fonde une ligue de femmes, contre le matérialisme américain et le mammonisme. Elle fédère autour d’elle diverses personnalités, comme l’écrivaine Marie Diers (de), les députées Margarete Behm et Clara Mende (de), la femme politique Käthe Schirmacher, Elisaneth Spohr, et l’éducatrice Martha Voss Zietz, ainsi que quelques hommes. Elle arrive par exemple à rallier des femmes de l’aile droite de la Bund Deutscher Frauenvereine. La séparation des sexes est pour elle naturelle, issue de la religion. Elle n’adhère pourtant elle-même au NSDAP qu’assez tard. Son organisation compte, selon elle, 200 000 membres. Elle propose un salaire pour les mères au foyer et suit la logique de la « sphère privée » en proposant de créer, parallèlement au Reichstag, un parlement national fonctionnant sur le même principe mais uniquement composé de femmes ; elles s’occuperaient des affaires de leurs domaines (éducation, social, santé, famille, moralité) et les hommes des leurs (diplomatie, armée, économie). Zander et Diehl représentent ainsi deux tendances totalement opposées des adhérentes au national-socialisme, dirigeant des groupes non affiliés directement au NSDAP mais militant pour. Le parti les tolère dans la mesure où leurs déclarations ne rentrent pas en opposition avec la ligne officielle. Les deux dirigeantes ne se croisèrent jamais et ces groupes demeurèrent donc surtout un vivier d’électrices et de militantes.
La femme moderne qui travaille est même décriée par des Allemands de tout niveau, allant de sociologues réputés aux ouvriers : en effet, même les couches populaires de diverses obédiences politiques rejoignent les nationaux-socialistes sur leur conservatisme au niveau des mœurs (des rumeurs courent sur le fait que certaines lancent des grèves de naissance) et le rejet de l’emploi féminin, lequel est selon eux responsable du chômage masculin. En réalité, elles subissent comme les hommes le chômage. Mis à part le Parti communiste, tous les partis politiques et plusieurs organisations de femmes conservatrices défendent l’idée que la famille est la cellule originelle de la nation, et que de ce fait, les femmes doivent privilégier leur rôle maternel. Des mesures sont alors prises par la République, comme l’interdiction aux femmes mariées d’entrer dans la fonction publique, ce qui contrevenait néanmoins à la Constitution ou l’obligation pour les femmes de prouver leur indigence pour toucher des allocations chômages alors que ce droit était inaliénable pour les hommes. Concomitamment, l’influence des organisations féminines traditionnelles baissait depuis 1919, alors que de nombreuses membres préféraient par ailleurs les quitter, certaines pour rejoindre des associations anti-féministes opposées à l’idée d’une femme moderne qu’elles jugent « dévoyée » afin de défendre la famille.

### Début du régime national-socialiste

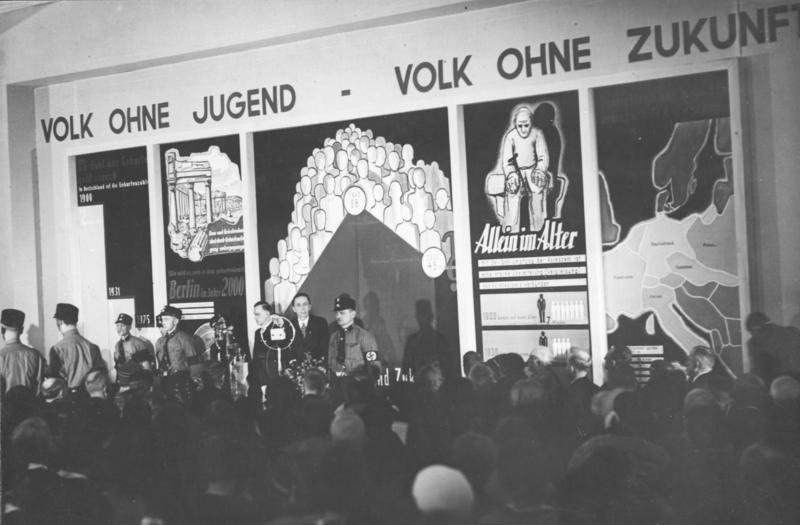
Le ministre de la Propagande Joseph Goebbels à l'ouverture de l'exposition « Die Frau, Frauenleben und -wirken in Familie, Haus und Beruf » (« La femme, la vie de la femme, son rôle en famille, à la maison et au travail »), sur le Kaiserdamm, le 18 mars 1933.

#### Une idéologie discriminatoire
L'arrivée au pouvoir du chancelier Adolf Hitler marque la fin de nombreux droits des femmes, même si le NSDAP doit une partie de ses succès électoraux au vote féminin et que Hitler réussit en partie son ascension sociale grâce à la protection de femmes influentes, : la fréquentation de milieux mondains et de femmes du monde (comme la princesse Elsa Bruckmann, épouse de l'éditeur Hugo Bruckmann (en) qui « présenta Hitler à tous ceux qui détenaient un rang, un nom ou de l'influence en Allemagne »,, notamment Emil Kirdorf ; ou Helene Bechstein, femme de l'industriel Edwin Bechstein qui lui offre une Mercedes à 26 000 marks et l’aide à acquérir la villa Wachenfeld sur l’Obersalzberg) permet au départ au NSDAP d'obtenir certains financements, comme celui apporté par Gertrud von Seidlitz qui lui fait don en 1923 de 30 000 marks-or. Dans ses Mémoires, le photographe officiel du régime, Heinrich Hoffmann, note que « ces femmes étaient les meilleures propagandistes du parti ; elle convainquaient leurs maris de s’allier à Hitler, sacrifiaient leur temps libre à leur enthousiasme politique… se consacraient sans compter à la cause des intérêts du parti ». Hitler est même critiqué au sein du parti par sa fréquentation des dîners et salons mondains ainsi que certaines activités assez éloignées de l'image qu’on se faisait de lui, comme ses randonnées avec la baronne Lily von Abegg, qui offrit néanmoins au parti de nombreux objets d’art ainsi que sa maison. Il bénéficie également d’une aura populaire auprès des femmes : « Le 3 avril 1923, le journal SPD Münchner Post évoqua les « femmes entichées de Hitler » et dressa un portrait sarcastique des nombreuses protectrices et admiratrices qui écoutaient ses discours avec des yeux humides d’extase, mettaient leurs bijoux en gage et lui accordaient des prêts »,. Leur importance n’est pas relative, car certaines exercent une influence extrêmement importante sur la carrière de leurs époux (comme Mathilde Ludendorff sur le général Erich Ludendorff), et d’autres sont les seules entremetteuses entre le jeune homme politique et les milieux d’affaires : Viktoria von Dirksen (de) permet ainsi à son époux de faire ses premiers discours, en 1922, au Berliner National Club et de fréquenter son salon où circulent de nombreux diplomates, aristocrates et industriels.
En 1935, lors d'un discours au congrès des femmes nationales-socialistes, il déclare à propos des droits des femmes : « en réalité, l’octroi de soi-disant droits égaux aux femmes, exigés par le marxisme, ne confère pas de droits égaux du tout, mais constitue une privation de ces droits, puisqu’il attire la femme dans une zone où elle ne peut être qu’inférieure. Il place la femme dans des situations qui ne peuvent renforcer sa position – vis-à-vis des hommes et de la société – mais uniquement l’affaiblir », : en ce sens, le régime ne professe pas qu'il faut enlever des droits aux femmes mais au contraire les revaloriser en les redirigeant vers ceux de l'épouse et surtout de la mère, « sa dignité essentielle » selon Goebbels. Le fait que Hitler ne soit pas marié et qu'il représente un idéal masculin pour nombre d'Allemandes participe à un phénomène d'érotisation du chef. Dès avril 1923, un article du Munchener Post souligne que « les femmes sont éprises de Hitler » ; celui-ci adapte ses discours « au goût des femmes qui, depuis le début, comptent parmi ses plus fervents admirateurs ».
Le retrait forcé des femmes de la vie publique, dans une société qui commençait à les considérer comme égales aux hommes, permet d'enrayer, pour les nationaux-socialistes, la « décadence » de la république de Weimar. En effet, à leurs yeux, ce régime paraissait aussi enjuivé qu'efféminé (l’émancipation féminine est vue comme la résultante d’une « influence juive »), tolérant peu ou prou la métropole homosexuelle qu'étant devenue Berlin, véritable antithèse de la virilité aryenne. Heinrich Himmler déclare ainsi aux SS-Gruppenführer, le 18 février 1937 : « Dans l'ensemble, nous avons selon moi beaucoup trop masculinisé notre vie, au point que nous militarisons des choses impossibles. [...] Pour moi, c'est une catastrophe que des organisations de femmes, des communautés et des sociétés de femmes interviennent dans un domaine qui détruit tout le charme féminin, toute la majesté et la grâce féminines. Pour moi, c'est une catastrophe que nous autres pauvres fous d'hommes – je parle en général, car cela ne vous concerne pas directement –  voulions faire des femmes un instrument de pensée logique, les éduquer en tout ce qui est possible, que nous voulions tant les masculiniser qu'avec le temps la différence entre les sexes, la polarité disparaîtra. La voie vers l'homosexualité n'est pas loin. [...] Nous devons être très clairs. Le mouvement, l'idéologie ne peuvent perdurer que s'ils sont portés par les femmes, car l'homme conçoit tout par l'esprit tandis que la femme saisit toute chose par le sentiment. [...] Les curés ont brûlé 5 000 à 6 000 femmes [pour sorcellerie], justement parce qu'elles préservaient émotionnellement l'ancien savoir et les anciens enseignements, et parce que, émotionnellement, elles ne s'en laissaient pas détacher, alors que l'homme, lui, s'y était rationnellement et logiquement disposé ».
Officiellement, le statut des femmes passe d'une « égalité de droit » (Gleichberechtigung) à une « équivalence » entre hommes et femmes (Gleichstellung). L'historien Pierre Ayçoberry souligne que « cette offensive offrait le double avantage de plaire à leurs collègues masculins inquiets de cette concurrence, et de renvoyer dans la vie privée plus de 100 000 personnes fières de leur réussite, donc en majorité émancipées et politiquement à gauche ». Cette politique suscite l'inquiétude de militantes du NSDAP, qui craignent que ces mesures nuisent au nombre de femmes diplômées, vivier nécessaire aux futures cadres du parti.
Il est difficile de comprendre des décennies plus tard pourquoi des femmes ont adhéré à un système qui restreignait leurs pouvoirs de citoyennes. Cela est à replacer dans le contexte de l'époque : beaucoup de femmes ne considérant pas le droit de vote ou l’élection comme une avancée sociale majeure pour elles. « La liberté toute neuve que certaines accueillirent avec joie effraya les autres. Les femmes qui se conformaient à leur rôle traditionnel de mère voulaient être reconnues comme telles. Elles se considéraient comme une espèce en voie de disparition que seul un patriarcat viril serait en mesure de sauvegarder. Elles demandaient le droit de se retirer d’un monde qu’elles percevaient comme chaotique et dangereux pour se réfugier dans la sécurité du foyer familial. Un gouvernement autoritaire, espéraient-elles, apporterait ordre et santé à la nation, et rapprocherait les pères de leurs familles ». Certaines, depuis les années 1920 « rêvaient en fait d’organiser le monde en un vaste espace féminin, placé bien sûr sous la garde des hommes, mais hors d’atteinte des prélats et des politiciens », un monde de femmes aux foyers, un « espace social » voire un « espace vital » (l’expression précède alors son utilisation ultérieure par Hitler) dans lequel elles pourraient se retrouver entre elles sur des sujets et des préoccupations qui les concernent. Pourtant, après plusieurs réformes et mesures politiques (programme nataliste de la SS, législation sur le divorce…), beaucoup de femmes nazies se sentirent « trahies ».

#### Une éviction très rapide
En 1933, les programmes scolaires pour les filles sont modifiés, notamment afin de les dissuader de poursuivre leurs études à l'université : on remplace ainsi les cinq années de classes de latin et les trois de sciences par des cours de langue et d'enseignement ménager. Cela ne porte pas ses fruits : d'une part, un nombre important de filles s'inscrit dans des lycées de garçons, de l'autre, le numerus clausus universitaire de 10 % (instauré par la loi du 25 avril 1933, prévoyant également seulement 1,5 % d’étudiants juifs) n'est généralement pas respecté : ainsi, ces mesures ne font passer le nombre d'étudiantes en médecine que de 20 % à 17 %. Toujours en 1933, l’État accorde un prêt aux citoyens allemands dont l’épouse abandonne son travail.
Les associations de femmes, notamment si elles regroupent des communistes ou des socialistes, sont interdites ; leurs membres sont arrêtées voire assassinées dans des cas plus rares. Toute association est priée d'exclure ses membres juives, ce qu'actent l'Union des femmes protestantes, l'Association des ménagères et des campagnardes, l'Union des femmes de la société coloniale allemande et l'Union de la Reine Louise. Mais rapidement, la majorité des associations sont dissoutes ou choisissent elles-mêmes de disparaître, comme la BDF (Bund Deutscher Frauenverein), fondée en 1894 et qui se dissout en 1933 pour éviter sa mise au pas. Une seule association féminine perdurera sous le régime (l'association de Gertrud Bäumer, Die Frau, ou La Femme), jusqu'en 1944, mais placée sous la tutelle du ministère du Reich à l'Éducation du peuple et à la Propagande. « Rudolf Hess fonde le Deutsches Frauenwerk qui, avec la branche féminine du parti nazi (NS-Frauenschaft), a vocation à devenir une organisation de masse du régime ».
En 1936, une loi est promulguée et interdit certaines hautes fonctions aux femmes dans la magistrature (juge et procureur notamment, Hitler intervenant personnellement) et le corps médical (les femmes médecins ne peuvent plus exercer, jusqu'à ce que leur défection soit préjudiciable aux besoins sanitaires et qu'on en rappelle certaines ; on dissout en outre l'Association des femmes médecins, en l'intégrant dans son pendant masculin). Sous la république de Weimar, seulement 1 % des chaires universitaires étaient occupées par des femmes. Le 8 juin 1937, un décret dispose que seuls les hommes peuvent être nommés à ces chaires, si ce n'est dans le domaine social. Néanmoins, le 21 février 1938, « à titre individuel et exceptionnel » à la suite du lobbying de Gertrud Scholtz-Klink, une scientifique, Margarete Gussow, obtient une chaire d'astronomie. La mathématicienne Ruth Moufang peut passer son doctorat, mais n'obtient pas le droit d'enseigner et doit de ce fait travailler pour l'industrie nationale. Emmy Noether, également mathématicienne, est renvoyée en vertu de la loi allemande sur la restauration de la fonction publique du 7 avril 1933, pour avoir milité dans les années 1920 à l'USPD et au SPD. La physicienne Lise Meitner, qui dirige le département de physique de la Société Kaiser-Wilhelm peut rester jusqu'en 1938, mais ceci seulement en vertu de sa nationalité autrichienne (qui prend fin avec l'Anschluss) ; elle part donc pour les Pays-Bas puis la Suède. En définitive, dans le domaine scientifique, il n'y aura presque pas de nominations féminines ; en 1942, on refusera à une femme de diriger un institut scientifique, bien qu'aucune candidature masculine ne convienne. L'éviction des femmes de la vie politique est complète : elles ne peuvent également plus siéger au Reichstag, dans les Parlements régionaux et les conseils municipaux.
Il n'y a pas de réelle résistance à cette mise au pas, les associations féminines bourgeoises pensant comme une grande partie de la population que le gouvernement national-socialiste ne sera qu'éphémère et qu'elles pourront malgré tout faire valoir leur influence, l'historienne Claudia Koonz mettant en avant ce proverbe populaire à l'époque que « la soupe ne se mangera pas aussi chaude qu'on l'a cuisinée », et qu'elles arriveront en définitive à obtenir des « aménagements acceptables ». Les femmes traditionnellement opposées au national-socialisme, elles, ne peuvent pas envisager cela et sont donc conduites à émigrer ou à être, comme les opposants masculins, arrêtées.

### Le revirement partiel de 1936
Constatant le besoin de femmes dans certaines professions et leur utilité dans l'économie du pays, la politique anti-émancipatrice sur le plan du travail s'émousse rapidement. Les femmes sont d'ailleurs invitées à adhérer au NSDAP et confortées dans l'idée qu'elles pouvaient être mère et salariée, Joseph Goebbels même s'en prenant aux campagnes de propagande anti-rouge à lèvres et le Völkischer Beobachter s'en prenant aux idéologues les plus zélés.
Ainsi, à partir de 1936, les femmes sont encouragées à conserver leur emploi. Même, leur part augmente. On compte 36 % de femmes salariées actives en 1933, et 53 % en 1944. Dans l’industrie, alors que 1,2 million de femmes travaillent en 1933, on en relève 1,5 million en 1936. En 1939, il y a 35 % d’agricultrices et 10 % de femmes domestiques. Cette dynamique augmente pendant la Seconde Guerre mondiale, pendant laquelle 2,5 millions de femmes sont enrôlées dans l’industrie et l’agriculture allemandes. Néanmoins, elles occupent toujours des postes de main d’œuvre, parmi les plus bas de l’échelle salariale : il ne s’agit dès lors pas d’une nouvelle émancipation, cette situation n’étant que provisoire, le régime pariant sur un horizon post-guerre où la paix et les progrès technologiques pourront écarter définitivement les femmes du domaine du travail.

## L'idéal féminin national-socialiste

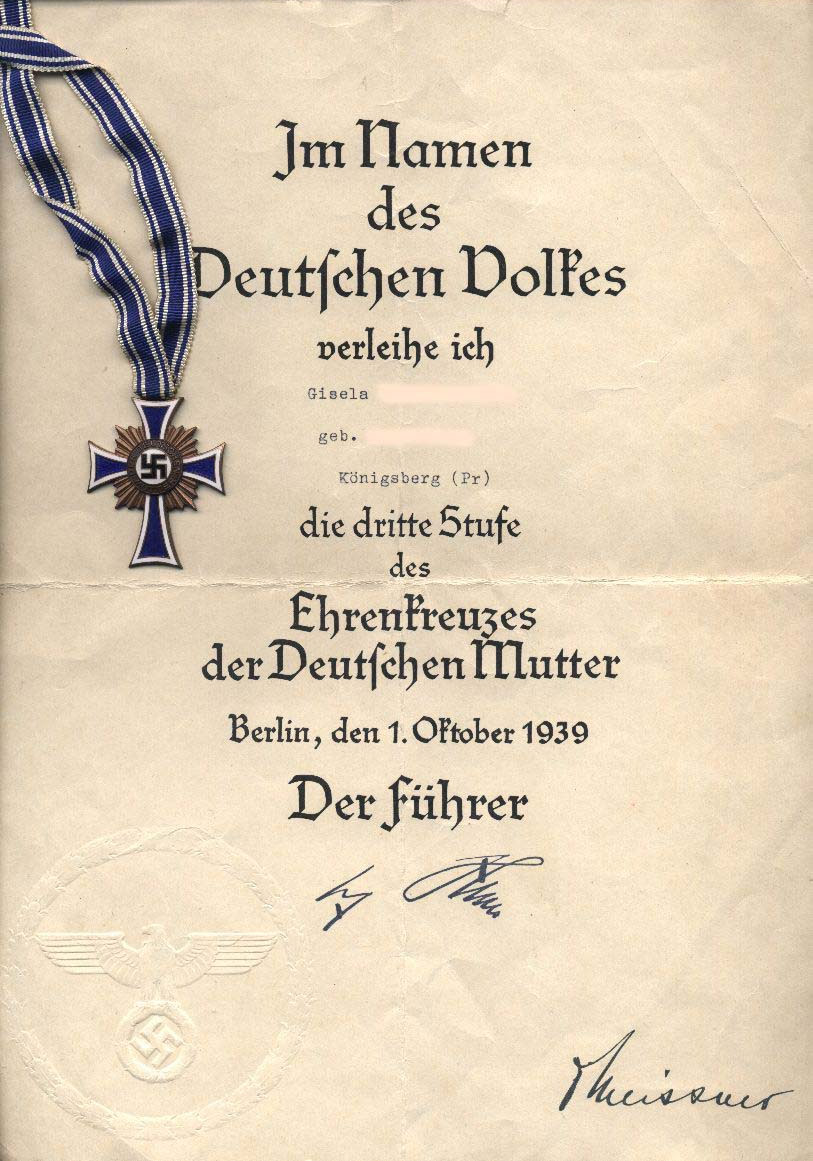
Le diplôme de la croix d'honneur de la mère allemande.

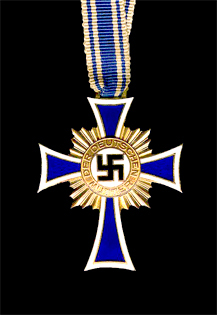
Médaille de la croix d'honneur de la mère allemande.

### Une «nouvelle» femme?
La femme national-socialiste doit se conformer à la société allemande voulue par Adolf Hitler (la Volksgemeinschaft), racialement pure et physiquement robuste. Elle ne travaille pas, vit dans le culte de la maternité et suit l'adage de l'ancien empereur Guillaume II « Kinder, Küche, Kirche », soit « Les enfants, la cuisine et l'église » ; selon Joachim Fest, elle mêle bizarrement le type de la paysanne frisonne à certains traits de la reine Louise de Prusse. Dans un texte publié en mai 1934, Les neuf commandements de la lutte ouvrière, Hermann Göring résume sans ambages le rôle futur de la femme allemande : « Prends une poêle, un ramasse-poussière et un balai et épouse un homme ». Il s'agit d'un anti-féminisme dans le sens où les nazis considèrent que les droits politiques octroyés aux femmes (accès à de hautes fonctions par exemple) ne sont pas compatibles avec sa nature de génitrice, seul rôle dans lequel elle peut s'épanouir et servir au mieux l'intérêt de sa nation. Ainsi, Magda Goebbels déclare en 1933 : « Les femmes allemandes ont été exclues de trois professions : l’armée, comme partout dans le monde ; le gouvernement ; et la magistrature. Si la fille allemande doit choisir entre mariage ou carrière, elle sera toujours encouragée à se marier, car c’est ce qu’il y a de mieux pour une femme »,. Il n'est pas possible de faire un raccourci mental avec les sociétés conservatrices et patriarcales qui prévalaient par exemple sous le Deuxième Empire : en effet, le caractère totalitaire du régime éloigne la conception faite d'une mise à l’écart des femmes de la société. Au contraire, celles-ci doivent y participer au premier plan en tenant le rôle de mère et d'épouse : Nathalie de Voghelaer note que « le nazisme considère la femme comme la mère du peuple ». Le fait que l'embrigadement des femmes (Bund Deutscher Mädel puis Frauenschaft) soit si organisé, ne permet pas de reléguer les femmes à ce qu'elles pouvaient être au XIXe siècle. Sans doute, un électorat conservateur et une frange de la population très critique vis-à-vis de l'image de la femme émancipée des années 1920 trouvera dans le nouveau régime une certaine satisfaction. Mais les buts sont différents, et on demande à chaque femme de prendre part dans la construction du « Reich de 1 000 ans ». La liberté féminine s'en trouve dès lors nécessairement réduite, et Heide Schlüpmann a dès lors raison de dire dans Frauen und Film, que les films de Leni Riefenstahl (la réalisatrice officielle du régime) « valorisent une telle négation de la sexualité féminine et ne proposent en fait aux femmes que l'image d'une autonomie trompeuse ».
Comme Joachim Fest, l'historienne Anna-Maria Sigmund note néanmoins que « l’État nazi n’a jamais développé une idéologie propre à la femme [du moins elle est très imprécise, voire contradictoire]. L’« image de la femme allemande » est quasiment née d’elle-même à partir de la vision nationale-socialiste du monde et de ses objectifs de politique de force. L’idéal proclamé de « la femme comme gardienne de la race, de la vertu domestique et des mœurs » masquait des objectifs prosaïques : la suppression du chômage, l’augmentation de la population pour la guerre et la colonisation à l’Est ». Ainsi, la description de la femme allemande idéale reste très vague, comme en témoigne ce passage de L'ABC du national-socialisme publié en 1936 : « Nous voulons avoir de nouveau des femmes, pas des jouets ornés de bagatelles… La femme allemande est un vin noble. Si elle aime, la terre fleurit. La femme allemande est l’éclat du soleil devant le fourneau de la patrie. Il vous faut rester vénérables, et non pas être objets d’envie et de jeu de races étrangères. Le peuple doit rester pur et propre, c’est l’objectif le plus élevé du Führer ». Joachim Fest ajoute que derrière l'héroïsme masculin appuyé sur une figure féminine idéalisée cache « les idées pratiques d'un régime qui voyait dans le mariage une « association productive » et classait les femmes suivant leur « capacité d'enfantement » », femmes opposées à la femme émancipée de la république de Weimar qui selon les nazis se détournait de son rôle de mère. En réalité, la république de Weimar avait, malgré toutes les disparités sociales et discriminatoires qui subsistaient néanmoins, réellement émancipé la femme allemande. Anna-Maria Sigmund notant ainsi que la « femme politisante n’était pas un simple phénomène d’après-guerre, ainsi que le pensaient les nationaux-socialistes. Les femmes étaient actives dans toutes les professions, selon l’exemple forgé par la classe supérieure mondaine des années 1920 ».

### Interdictions et obligations
Le port de maquillage est généralement prohibé, voire interdit et une certaine pudeur est demandée aux femmes, contrastant avec la période de la république de Weimar, plus libérée au niveau des mœurs : ces mesures, si elles ne sont pas interdites visent à « [stigmatiser] la dame de la ville, c'est-à-dire la femme qui fume, se met du rouge à lèvres, du vernis à ongles et porte des talons hauts ». Dès 1933, les réunions au NSBO (« National Sozialistischer Betriebs Obman », la section féminine du Front allemand du travail) proclament que les femmes « peinturlurées et poudrées seront interdites à toute réunion du NSBO. Les femmes qui fument en public – dans les hôtels, dans les cafés, dans la rue et ainsi de suite – seront exclues du NSBO », ; cela est également valable dans des lieux publics de certaines villes, à la suite d'arrêts préfectoraux. Dans L’ABC du national-socialisme, Curt Rosen note que « les hommes allemands veulent de nouveau, et avec raison, avoir des femmes allemandes. Pas de jouets frivoles, uniquement soucieux de plaisir, occupés de chiffons et de fanfreluches, et semblables à une coupe brillante dont l'intérieur est vide et creux. Nos adversaires ont essayé de mettre les femmes au service de leurs objectifs ténébreux, en leur peignant la frivolité sous les couleurs les plus brillantes et qualifiant d'esclavage leur vocation naturelle ». Des activités plus ou moins classiques sont au contraire recommandées : musique, travaux manuels, gymnastique, etc.
La sexualité est mise au ban, sinon dans un but reproductif ; les filles libérées sont considérées comme « dépravées » et « asociales ». Les mères sont encouragées à faire des enfants : une moyenne de quatre enfants par foyer est demandée (« deux pour le renouvellement de la génération, un pour la guerre et un en plus »). Est créée la « Ehrenkreuz der deutschen Mutter » (en français : « croix d'honneur de la mère allemande ») aux mères ayant mis au monde plus de quatre enfants. Une « Journée de la Mère allemande » est également créée le 12 août (« jour anniversaire de la naissance de la mère de notre Führer ») ; à celle de 1939, trois millions de mères sont décorées. La loi d'encouragement au mariage du 5 juillet 1933, révisée le 21 février 1935, y participe, en octroyant des prêts et supprimant une partie des dettes des familles ; une autre loi oblige ultérieurement les femmes fonctionnaires à devoir être mariées. Concernant l'avortement, l'accès à ces services est rapidement interdit, jusqu'à ce qu'en 1935, on oblige le corps médical à indiquer les fausses-couches au Bureau régional de la Santé d’État, qui ultérieurement enquêtera sur le naturel de la perte de l'enfant ; en 1943 est promulguée le loi « Protection du mariage, de la famille et de la maternité » par les ministres de l'Intérieur et de la Justice, qui va jusqu'à prévoir la peine de mort pour les mères infanticides. L'« ordonnance relative aux fiançailles et au mariage des membres de la SS » du 31 décembre 1931 permet à Himmler d'« exercer un contrôle sur les partenaires choisis par ses troupes, tandis que la création de l’Office des questions raciales et de colonisation donnait au Troisième Reich un instrument efficace pour l'élevage scientifique de la population allemande ».
L’Allemagne compte environ deux millions de femmes de plus que d'hommes, ce qui amène l’État nazi à promouvoir le mariage, non pas pour des « considérations morales » mais parce qu’il participe à la politique générale de natalité,. Les membres de la SS, qui constituent les canons physiques voulus par le régime doivent à partir d'une ordonnance de 1932, dite du Lebensborn, être parents d'au moins quatre enfants ; une ordonnance datée du 28 octobre 1939 pour « l'ensemble de la SS et de la police » vise à « encourager la procréation, surtout celle d'enfants illégitimes ». Des femmes sont même enlevées et parquées de force dans des instituts pour procréer. Joachim Fest parle à cet égard de « véritable bordel d'État ». Mais cette politique ne porte pas véritablement ses fruits, et c'est plus la politique nataliste de l'État pour tout le peuple (soutien financier à chaque nouvel enfant, décorations, forte pénalisation de l'avortement). À l’inverse, une typologie établie interdit à certaines franges de la population, sur des bases raciales ou médicales, d’enfanter :
1. « celle qui est encouragée à avoir des enfants » ;
2. « celle dont on peut tolérer qu’elle ait » ;
3. « celle qui ferait mieux de ne pas avoir » ;
4. « celle qu’il faut empêcher d’enfanter ».

Les effets de la politique nataliste prônée par le régime sont contrastés : elle est globalement « peu fructueuse ». Malgré tout, on compte deux baby-boom résultant de mesures juridiques : en 1939 après une loi qui interdit aux femmes enceintes de travailler, et en 1943 après une autre autorisant celles-ci à être dispensées du travail volontaire. Un projet de loi pour l'après-guerre est mis en place par Heinrich Himmler et Martin Bormann, visant à accorder un second mariage aux « titulaires de la croix d'or allemande et aux chevaliers de la croix de fer, [puis à ceux] de la croix de fer de première classe et à ceux de la décoration pour batailles au corps à corps, or ou argent », tout cela influencé par une « conception romantique de l'Histoire », donnant au plus méritant « la plus belle des femmes ». On réfléchit également à autoriser le divorce aux couples sans enfants après cinq années de mariage et en définitive, à bannir l'idée selon laquelle les enfants illégitimes sont une mauvaise chose, notamment en interdisant d'opposer dans les œuvres artistiques l'épouse et la maîtresse.

### Canons physiques et psychologiques

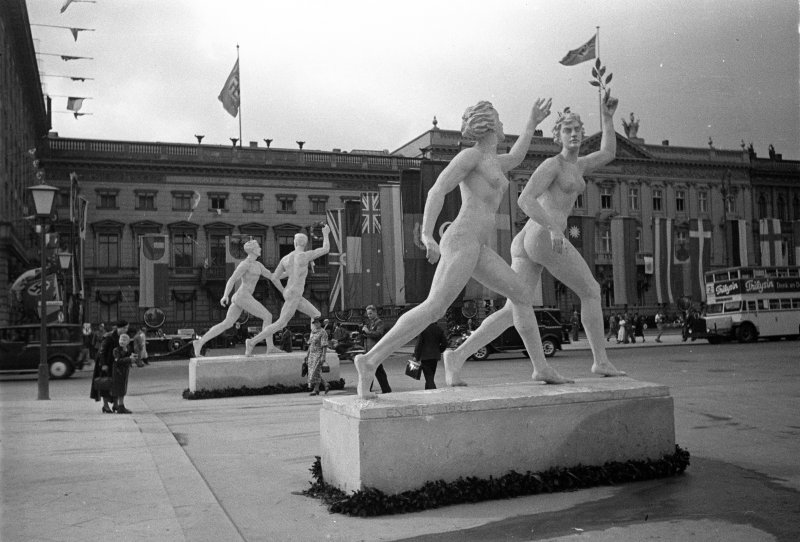
Statues de corps féminins idéaux dans les rues de Berlin, montées à l'occasion des Jeux olympiques de 1936.

Physiquement, le Troisième Reich promeut des canons de beauté dits « aryens » : des femmes blondes, belles, grandes, sveltes et robustes à la fois cultivant également un « désir de soumission et de dévouement joint au désintéressement personnel et aux manifestations exacerbées d'une foi hystérique ; violence brutale des préjugés ; aptitude à intégrer sans embarras les éléments contradictoires de l'idéologie choisie, à canoniser des absurdités ou s'abandonner avec délices aux rêveries romantiques les plus fumeuses ». Cette image est diffusée autant à travers la publicité que l'art officiel, puisant dans l'art antique, et plus spécifiquement dans les statues gréco-romaines. L'universitaire Monique Moser-Verrey note ainsi qu'« on ravive, au cours des années trente, des thèmes mythologiques tels le jugement de Pâris, le rapt d'Europe et les amours de Léda ». La femme « moderne » type de la république de Weimar est critiquée, dans la lignée de tous les responsables du déclin de l’Allemagne selon les nationaux-socialistes : juifs, communistes.
Monique Moser-Verrey note cependant : « Il est pourtant frappant de constater que l'image des femmes projetée par la littérature féminine des années trente est très clairement contraire aux visions traditionnelles de la douce épouse au foyer propagées par Rosenberg et Goebbels. Les héroïnes des romans féminins de cette époque représentent souvent le type de la femme forte et tenace, tandis que les fils et les maris sont rapidement livrés à la mort. Tout se passe comme si l'on apercevait à travers ces fictions un véritable antagonisme entre les sexes généré par la mobilisation constante de ces deux groupes indépendamment l'un de l'autre ».
Le cinéma de la période véhicule peu de figures féminines de premier plan ; néanmoins on relève un certain nombre de documentaires instructifs réalisés pour les BDM. Parmi les actrices les plus exposées, on peut citer Lil Dagover, Margot Hielscher, Brigitte Horney, Zarah Leander et Kristina Söderbaum. La presse féminine participe à véhiculer leur image, comme le magazine Die Frau [La Femme], qui paraît jusqu’en 1944 ou le magazine du Frauenschaft, auquel sont alors abonnées plus d'un million de femmes.

## Embrigadement des femmes

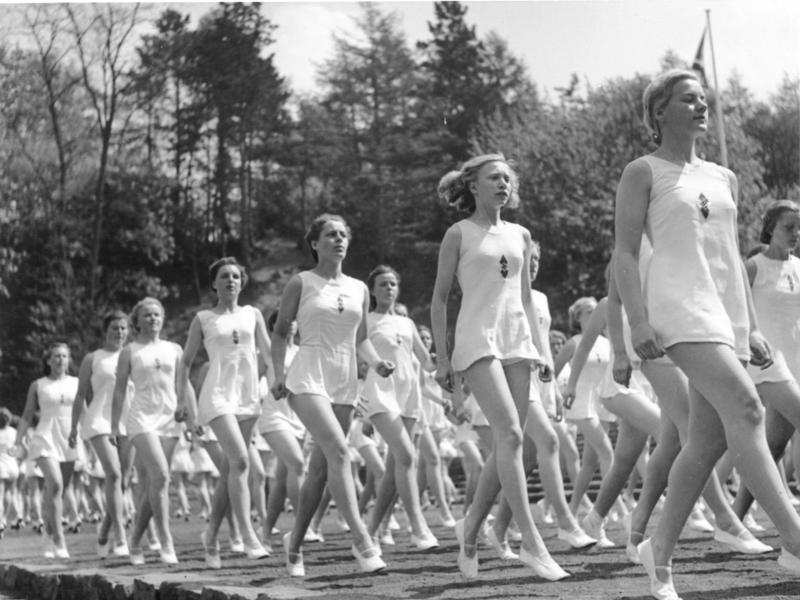
Des jeunes filles de la BDM faisant de la gymnastique en 1941.

### Jeunesse et éducation
L'éducation des filles n'est pas négligée et les garçons et les filles sont mis sur le même pieds dès l'école. Elles sont encouragées à suivre des études secondaires mais peu à peu les cycles universitaires leur seront fermés. Elles doivent effectuer, à partir de 1935, un travail de six mois au bénéfice du service de travail féminin, le Frauenarbeitsdienst. Adolf Hitler lui-même déclare, le 12 avril 1942, que les écoles du Reich doivent rassembler « des garçons et des filles issus de toutes les classes » pour réunir « toute la jeunesse du Reich ». Le manuel d'éducation Das kommende Deutschland note que « a) La Jungmädel (jeune fille) doit connaître la date et le lieu de naissance du Führer, et pouvoir raconter sa vie. b) Elle est capable de raconter l’histoire du mouvement et la lutte des SA et des Jeunesses hitlériennes. c) Elle connaît les collaborateurs vivants du Führer » ; il convient également qu'elles connaissent la géographie de l'Allemagne, ses hymnes ainsi que les clauses du traité de Versailles.
L'éducation des filles implique également une éducation politique : alors qu'existent déjà des écoles élitistes d'études politiques, les Napola (Nationalpolitische Anstalten), une dévolue aux filles est ouverte en 1939, à Vienne, et une autre en 1942, à Luxembourg. Ces instituts n'ont pas vocation à faire rentrer les femmes dans la vie politique mais à doter les meilleures d'un bagage culturel important, d'économie ménagère, de sport et de tir pour pouvoir occuper les postes de direction relatifs aux affaires féminines, et surtout de remplacer les femmes de l'élite nazie, qui selon Hitler « aujourd'hui ne sont plus au niveau de leurs maris » : elles obtiendraient à leur sortie le titre de Hohe Frau et permettraient de créer des « mariages nationaux-socialistes modèles ». Cela concerne donc une toute petite minorité. Cependant, le 5 juin 1942, le ministre des Finances Lutz Schwerin von Krosigk, un homme politique conservateur, menace de couper les crédits à cette seconde école, si elle ne devient pas un simple internat pour adolescentes, rejetant toute éducation politique des filles. Adolf Hitler en décide autrement le 24 juin 1943, en promettant la construction de trois nouvelles Napola.

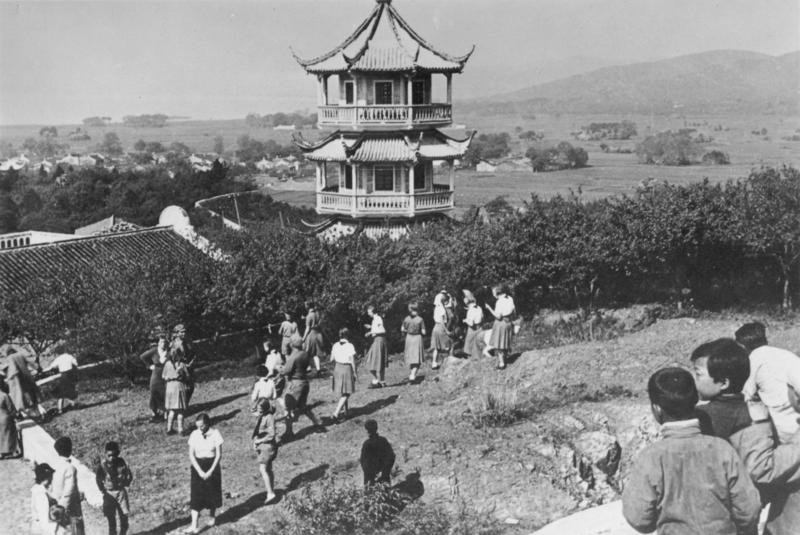
Membres de la BDM en camp de vacance à Wuxi, en république de Chine, en 1934.

Alors que les Jeunesses hitlériennes sont dévolues à organiser la vie extra-scolaire des adolescents masculins, la Jungmädelbund en français : « la Ligue des fillettes » s'occupe plus spécifiquement des adolescentes de 10 à 14 ans au sein de la Bund Deutscher Mädel (abrégée en « BDM », organisation-mère signifiant « la Ligue des jeunes filles allemandes »), qui a la charge de l’ensemble des jeunes filles entre 10 et 18 ans. Fondé en 1934, le mouvement est obligatoire à la suite de la loi du 1er décembre 1936. Il est dirigé de 1934 à 1937 par Trude Mohr, puis de 1937 à 1945 par la psychologue Jutta Rüdiger. Les jeunes filles sont amenées à certains travaux (œuvres sociales, sanitaires) ou agricoles (l’Ernteeinsatz, l'aide aux moissons) et faire du sport ; mais étonnamment, comme le montre le manuel d'éducation Das kommende Deutschland, les performances physiques demandées sont parfois les mêmes que celles des garçons (par exemple, courir 60 mètres en moins de 12 secondes). Chaque mercredi soir, pour les filles de 15 à 20 ans, ont lieu les « soirées du foyer », pour discuter d'art et de culture. Des camps de vacances (une semaine en été), en Allemagne ou à l'étranger sont organisés. Il existe également un service obligatoire de six mois, le « Reichsarbeitsdienst der weiblichen Jugend » (Service national du travail de la jeunesse féminine), complété en 1941 de six mois supplémentaires avec le « Kriegshilfsdienst » (service pour l’effort de guerre). Pour les jeunes filles de 18 à 25 ans souhaitant trouver un travail est instituée en 1938 la Pflichtjahr, une année obligatoire de services agricole et domestique.
L'embrigadement de cette jeunesse, qui se poursuit dans l'âge adulte n'est donc pas vraiment conservateur mais plutôt révolutionnaire : on ne cantonne pas les futures femmes à un rôle mal défini de femmes aux foyers comme autrefois, mais on tient à ce qu'elles soient éduquées comme les garçons dans le culte de la patrie pour, une fois adulte, devenir des femmes allemandes idéales. Ainsi, on les « arrache » au giron familial.

### Vie adulte
Si le NS-Frauenschaft exerce clairement un ascendant renvoyant les autres organisations à des branches subalternes, il est à noter qu'il existe aussi les Associations de bienfaisance national-socialiste (NSV), l'Œuvre de la femme allemande (« Deutsches Frauenwerk ») et ses annexes, l'aide pour la mère et l'enfant (« Hilfswerk Mutter und Kind ») ou encore la section féminine du Front allemand du travail (« Frauenamt der Deutschen Arbeitsfront »).

#### Le NS-Frauenschaft

Drapeau du Service du travail féminin (« Frauenarbeitsdienst »).

Les femmes peuvent être membres du NSDAP, mais les débuts du parti n'admettent que des membres « utiles » (infirmières, cuisinières par exemple). On compte ensuite 5 % de femmes en 1933 et 17 % en 1937. Mais depuis octobre 1931 existe la NS-Frauenschaft (NSF), l'organisation politique des femmes nationales-socialistes, qui vise avant tout à promouvoir l'idéal de la femme modèle du Troisième Reich ; à l'origine, elle était chargée de l'enseignement ménager. Les jeunes filles le rejoignent dès 15 ans. Le 31 décembre 1932, la NSF compte 109 320 membres. En 1938, elle en compte deux millions, correspondant à 40 % du nombre total des membres du parti. La NSF est dirigée par Gertrud Scholtz-Klink, qui porte le titre de Reichsführerin en français : « la femme-guide du Reich » ; elle appelle les membres « mes filles » et acquiert sur elles une forte influence et un certain crédit. Ses vues rejoignent évidemment celle d'Adolf Hitler sur la femme, mais elle défend néanmoins l'accès pour certaines à des fonctions à responsabilité. Elle ne participe pas aux grandes réunions du parti mais est invitée aux congrès.
Des livres d'éducation sont édités dès 1934, souvent supervisés par la médecin Johanna Haarer (de), auteur notamment de La mère allemande et son premier bébé, largement diffusé et promouvant le rôle moteur de la mère allemande dans le régime en construction, ou Mère, parlez-lui d'Adolf Hitler (Mutter, erzhäl von Adolf Hitler), pour amener les femmes à inculquer à leurs enfants les valeurs du national-socialisme : « Vous devez encore tirer, vous, enfants, une leçon de la longue histoire que je vous ai racontée : vous, Fritz et Hermann, devez d’abord devenir des jeunes gens pleinement allemands, qui occupent leur place dans la Jeunesse hitlérienne, et plus tard des hommes allemands capables et courageux, afin que vous aussi soyez dignes d’avoir Adolf Hitler pour guide. Toi, Gertrud, tu dois être une vraie jeune fille allemande, une authentique jeune fille BDM, et plus tard une vraie femme et mère allemande, afin que toi aussi tu puisses à chaque instant regarder le Führer dans les yeux ».
L'éducation ménagère est promue à travers le « Frauenwerk » (Œuvre féminine allemande), qui ouvre aux femmes « ethniquement pures » des cours thématiques. On remarque néanmoins que si elles sont nombreuses aux cours d'« éducation domestique, de gymnastique et de musique », elles désertent ceux qui visent à un enseignement antireligieux.
La NS-Frauenschaft « ne joue aucun rôle politique et ne s'oppose pas à la perte des droits des femmes durement acquis. Elle défend le rôle de la mère de famille au foyer, consciente de ses devoirs au sein de la communauté du peuple. Pour autant, le cantonnement des femmes dans la sphère privée ne doit pas occulter leurs responsabilités sous le IIIe Reich [..] : on sait aujourd'hui que le « Frauenbewegung » [(mouvement féminin)] a pensé la place sociale de la femme au sein d'une communauté qui exclut les Juifs et exerce une mission civilisatrice en Europe de l'Est occupée pour préserver la race ». Claudia Koonz note elle que « l’État nazi avait permis aux femmes de créer la plus grande organisation de toute l’histoire du féminisme, et cela avec la bénédiction d’un parti qui professait des idées d’un machisme flagrant ».

## Les femmes et les Églises
En 1933, la majeure partie des associations féminines sont soit dissoutes, soit regroupées dans de plus grandes. Néanmoins, les associations religieuses (catholique et protestante) subsistent, et les réunions au presbytère de leur paroisse ou les œuvres de charité demeurent alors des champs sociaux important pour ces croyantes.

## Seconde Guerre mondiale

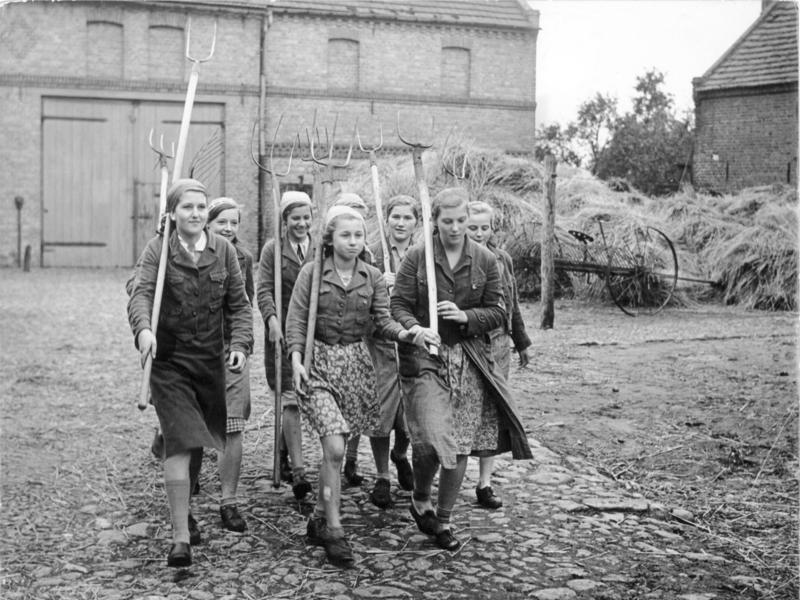
À compter de 1943, le ministère de l'Économie introduisit le Berufsausbildungsprogramm Ost, « programme de service du travail pour les territoires de l'Est » : il étendait, pour les membres de la Ligue des jeunes filles allemandes de la section Osteinsatz, les lois en vigueur dans le Reich allemand concernant la protection des mineurs et de l'emploi. Ces jeunes Berlinoises, ici employées dans la Marche de Brandebourg pour des travaux agricoles, allaient donc pouvoir agir dans les zones de repeuplement à l'Est, comme leur revue Das Deutsche Mädel les y incitait.

Au cours de la Seconde Guerre mondiale, contrevenant temporairement à leurs affirmations passées (Adolf Hitler affirmait ainsi lors d'un discours devant des militantes du NS-Frauenschaft, le 13 septembre 1936 : « Tant que nous possédons une génération d'hommes en bonne santé – et nous, nationaux-socialistes, allons y veiller – l'Allemagne ne formera aucune section de lanceuses de grenades et aucun corps de tireuses d'élite »), les nationaux-socialistes permettent à des femmes de rejoindre l'armée allemande. Elles ne combattent pas mais sont considérées comme des auxiliaires militaires, responsables des domaines logistiques ou administratifs, cela en raison du manque d'hommes, principalement envoyés au combat. D'autres également travailleront en usine ou dans l'enseignement militaire. Militaires, membres de la Reichsbahn (compagnie nationale des chemins de fer) ou de la Feuerwehr (pompiers), celles-ci portent des uniformes adaptés, notamment avec une jupe. Gertrud Scholtz-Klink déclare : « On entend souvent encore de la part des femmes les objections les plus diverses contre un travail dans les usines d'armement. La question de savoir si l'on peut demander ce travail à telle ou telle femme est aujourd'hui bien dépassée ». Même, faisant référence au décret de janvier 1943, mobilisant les Allemandes de 17 à 45 ans, elle déclare en septembre de la même année, lors d'une conférence à Bad Schlachen : « Les femmes éduquées par la ligue féminine et mises à la disposition de la Wehrmacht ne doivent pas seulement dactylographier et travailler, mais aussi être des soldats du Führer ».
Dans son discours du Sportpalast prononcé le 18 février 1943 au palais des sports de Berlin, le ministre de la Propagande Joseph Goebbels exhorte les Allemandes au travail et à la sobriété :
- « À quoi servent les salons de beauté qui encouragent le culte de la beauté et qui prend une quantité énorme de notre temps et de notre énergie ? Ils sont superbes en temps de paix, mais une perte de temps en temps de guerre. Nos femmes et nos filles seront capables d’accueillir nos soldats victorieux sans leurs beaux atours de temps de paix » ;
- « C’est pourquoi nous embauchons les hommes qui ne travaillent pas dans l’économie de guerre et les femmes ne travaillant pas du tout. Ils ne peuvent pas et n’ignoreront pas notre demande. Le devoir des femmes est large. Ceci ne veut toutefois pas dire que seulement celles incluses dans la loi doivent travailler. Tous sont bienvenus. Plus des gens joignent l’effort de guerre, plus nous pouvons libérer de soldats pour le front » ;
- « Pendant des années, des millions de femmes allemandes ont travaillé avec brio en production de guerre et elles attendent impatiemment d’être rejointes et assistées d’autres femmes » ;
- « Particulièrement à vous les femmes, voulez-vous que le gouvernement fasse tout en son pouvoir pour encourager les femmes allemandes à mettre toutes leurs forces au travail pour supporter l’effort de guerre, et pour laisser partir les hommes pour le front lorsque possible, aidant ainsi les hommes au front ? » ;
- « Les grandes crises et bouleversements de la vie nationale nous montrent qui sont les vrais hommes et femmes. Nous n’avons plus le droit de parler du sexe faible, puisque les deux sexes démontrent la même détermination et la même force spirituelle ».

La mobilisation des femmes dans l'économie de guerre reste toutefois limitée : le chiffre des femmes exerçant une activité professionnelle en 1944 est quasiment inchangé par rapport à 1939, soit 15 millions ; contrairement à la Grande-Bretagne, la mise à l'emploi des femmes ne progresse pas et seules 1 200 000 d'entre elles travaillent dans l'industrie d'armement en 1943, avec des conditions de travail très dures et souvent mal accueillies par les patrons, qui déplorent leur manque de qualification. Le ministre Albert Speer considère toutefois que cette politique aurait dû être plus approfondie : « Hitler aurait pu avoir sans difficulté au milieu de l’année 1941 une armée deux fois mieux équipée… si seulement les mêmes mesures que celles qui avaient cours pour le travail féminin en Angleterre et aux États-Unis avaient été appliquées. Cinq millions de femmes aurait alors été disponibles pour l’industrie de l’armement ; et, avec trois millions de soldats en plus, Hitler aurait pu faire former de nombreuses divisions ».

### Dans l'armée (Wehrmacht)

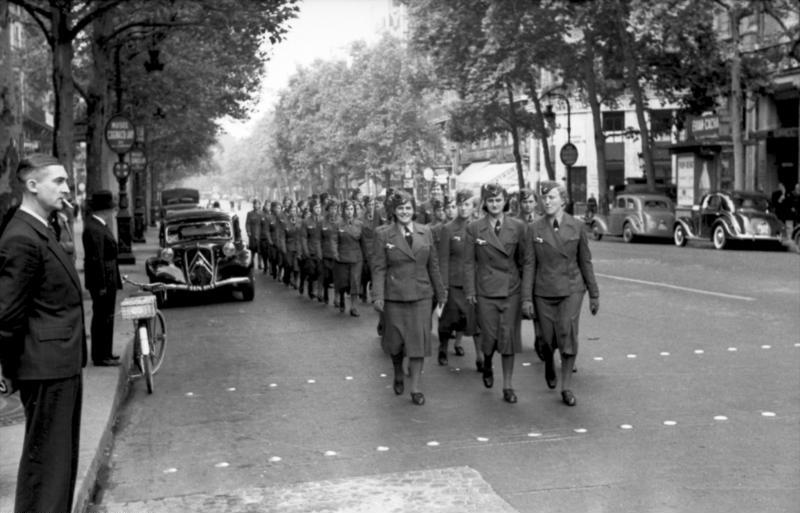
Auxiliaires féminines de la Wehrmacht à Paris durant l'occupation (août 1940).

On compte, en 1945, 500 000 auxiliaires féminines dans l'armée allemande (les Wehrmachthelferinnen), que ce soit au sein de la Heer, de la Luftwaffe ou de la Kriegsmarine. Environ la moitié d'entre elles se sont portées volontaires, les autres ayant effectué un service obligatoire lié à l'état de guerre (« Kriegshilfsdienst »). Elles faisaient partie, au même titre que les prisonniers de guerre volontaires (Hiwis), du personnel auxiliaire de l'armée (Behelfspersonal) et elles ont été affectées non seulement au sein du Reich, mais également, dans une moindre mesure, dans les territoires occupés, comme dans l'administration du territoire polonais, en France, et plus tard en Yougoslavie, en Grèce et en Roumanie.
Elles ont essentiellement exercé :
- comme opératrices de téléphonie, de télégraphie, de transmissions ;
- comme employées administratives, dactylographes et messagères ;
- dans la défense anti-aérienne, comme opératrices d'écoute, servantes des projecteurs de DCA, employées des services de météorologie, auxiliaires de la protection civile ;
- dans le service de santé militaire, comme infirmières bénévoles de la Croix-Rouge allemande ou d'autres organismes de bienfaisance.

### Dans la SS
Les femmes SS appartiennent soit à la « SS-Helferinnen », soit à la « SS-Kriegshelferinnen ». Les premières sont formées dans une école spéciale, les autres bénéficient d'une formation plus courte. Elles sont littéralement des auxiliaires chargées des transmissions (téléphone, opératrices radio, sténographes) au sein de la SS et, rarement, dans des emplois administratifs de certains camps de concentration. Il existe une hiérarchie interne à la SS féminine, qui n'a donc pas de valeur sur les troupes masculines, bien que les termes désignant les titulaires parfois se rejoignent.
Une Reichschule SS — « Reichsschule für SS Helferinnen Oberehnheim » en français : « école d’Obernai pour les auxiliaires féminines SS » — centre de formation pour la SS, mais ici réservé aux femmes, ouvre ainsi en Alsace à Obernai en mai 1942, sur l'ordre de Heinrich Himmler. La formation est plus dure que pour les femmes enrôlées dans l'armée allemande, la Wehrmacht. En effet, elles devaient répondre à certains critères physiques, étant destinées à servir d'épouses modèles conformes aux canons physiques décidés par le régime : il faut être âgée de 17 à 30 ans et mesurer plus d'1,65 m, bien que sur le long terme, les conditions d'inscription fussent assouplies (limite d'âge portée à 40 ans et taille à 1,58 m), jusqu'à accueillir quinze élèves musulmanes. Étaient à l'origine privilégiées les veuves de guerre avant de s'étendre à d'autres classes sociales. L'école ferme en novembre 1944, à cause de l'avancée des troupes alliées.

### Dans les camps

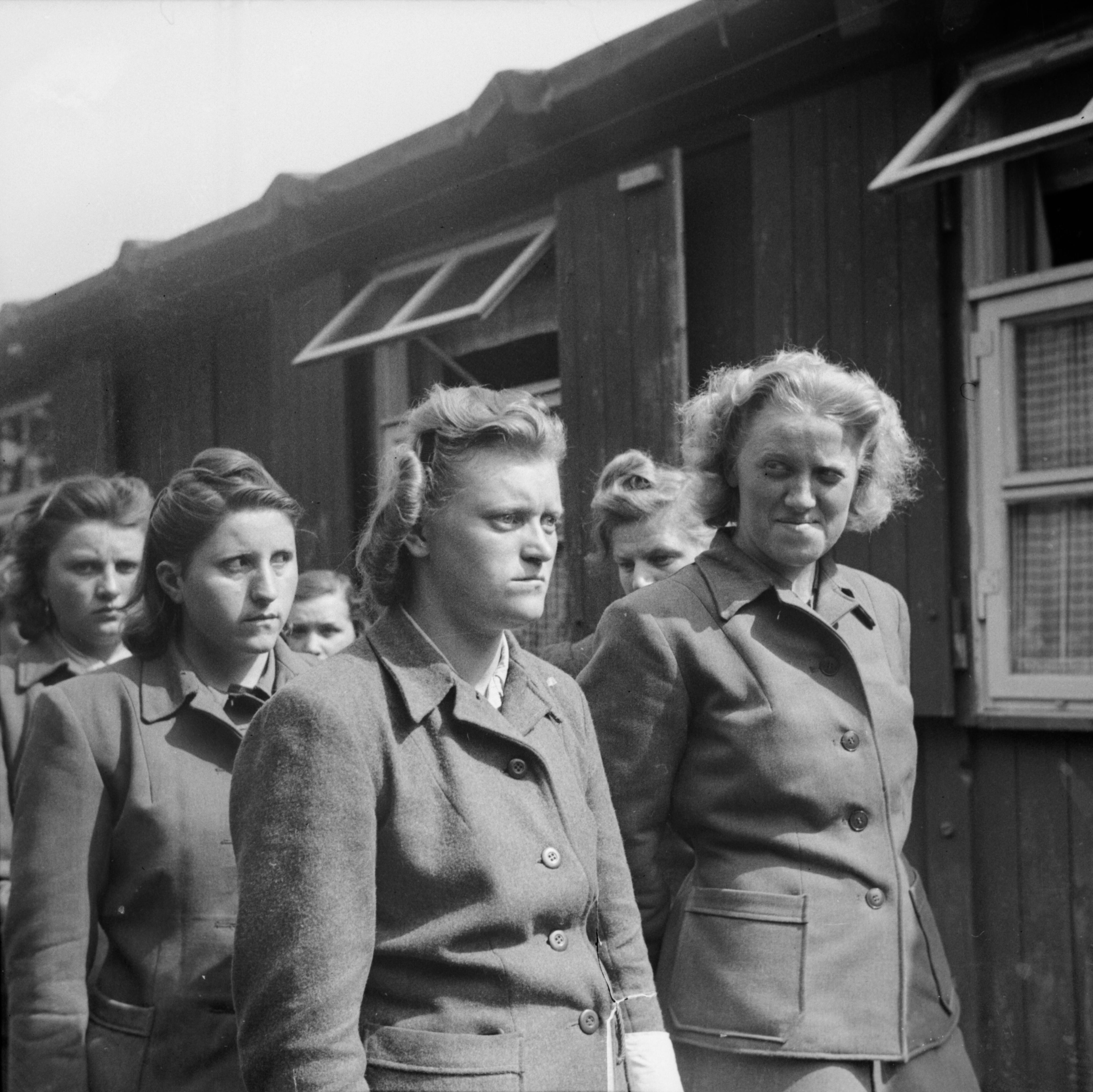
Gardiennes de Bergen-Belsen capturées le 19 avril 1945.

Des femmes sont également employées dans l'encadrement des camps de concentration nazis : ce sont les aufseherinnen. Elles sont principalement des gardiennes. Il ne faut pas attendre le début de la guerre pour les voir arriver, certaines étant formées dès 1938 à Lichtenburg (à la suite du besoin de personnel consécutif à l'augmentation du nombre de prisonniers politiques après la nuit de Cristal des 8 et 9 novembre 1938) ; après 1939, elles s'entraînent au camp de Ravensbrück, près de Berlin. Venant le plus souvent de classes sociales basse ou moyenne, elles exerçaient auparavant des professions classiques (coiffeuse, institutrice par exemple) et désiraient améliorer leur statut par un engagement volontaire garantissant un emploi stable et bien payé. Sur les 55 000 gardiens de tous les camps nazis, on compte 3 600 femmes (soit environ 7 % des effectifs) ; néanmoins aucune femme n'était autorisée à donner d'ordres à un soldat SS car elles n'étaient pas considérées comme faisant partie du corps SS.
Elles intègrent des camps à partir de 1942 (Auschwitz et Majdanek). L'année suivante, les nazis commencèrent la conscription de femmes en raison de la pénurie de gardiens. Plus tard, durant la guerre, des femmes s'entraînèrent aussi à une échelle moindre dans les camps de Neuengamme, Auschwitz (I, II et III), Płaszów, Flossenbürg, Gross-Rosen, Vught et Stutthof, mais ne servirent jamais dans les camps d'extermination de Belzec, Sobibór, Treblinka ou Chełmno. Sept Aufseherinnen servirent à Vught, 24 servirent à Buchenwald, 34 à Bergen-Belsen, 19 à Dachau, 20 à Mauthausen, 3 à Dora-Mittelbau, 7 à Natzweiler-Struthof, 20 à Majdanek, 200 à Auschwitz et ses camps annexes, 140 à Sachsenhausen, 158 à Neuengamme, 47 à Stutthof, à comparer aux 958 qui servirent à Ravensbrück, 561 à Flossenbürg et 541 à Gross-Rosen. Beaucoup de surveillantes travaillaient dans les camps annexes en Allemagne, quelques-unes en France, Autriche, Tchécoslovaquie et Pologne.
Il existe une hiérarchie au sein des Aufseherinnen, les dernières étant évidemment les plus hautes :
- Rapportaufseherin (surveillante en chef),
- Erstaufseherin (première gardienne),
- Lagerführerin (chef de camp),
- Oberaufseherin (surveillante supérieure), poste seulement occupés par Anna Klein et Luise Brunner.

Quelques SS-Helferinnen furent employées dans les transmissions et services administratifs de certains camps de concentration comme Auschwitz, mais elles ne s'occupaient pas des détenus.

## Les femmes membres des minorités discriminées

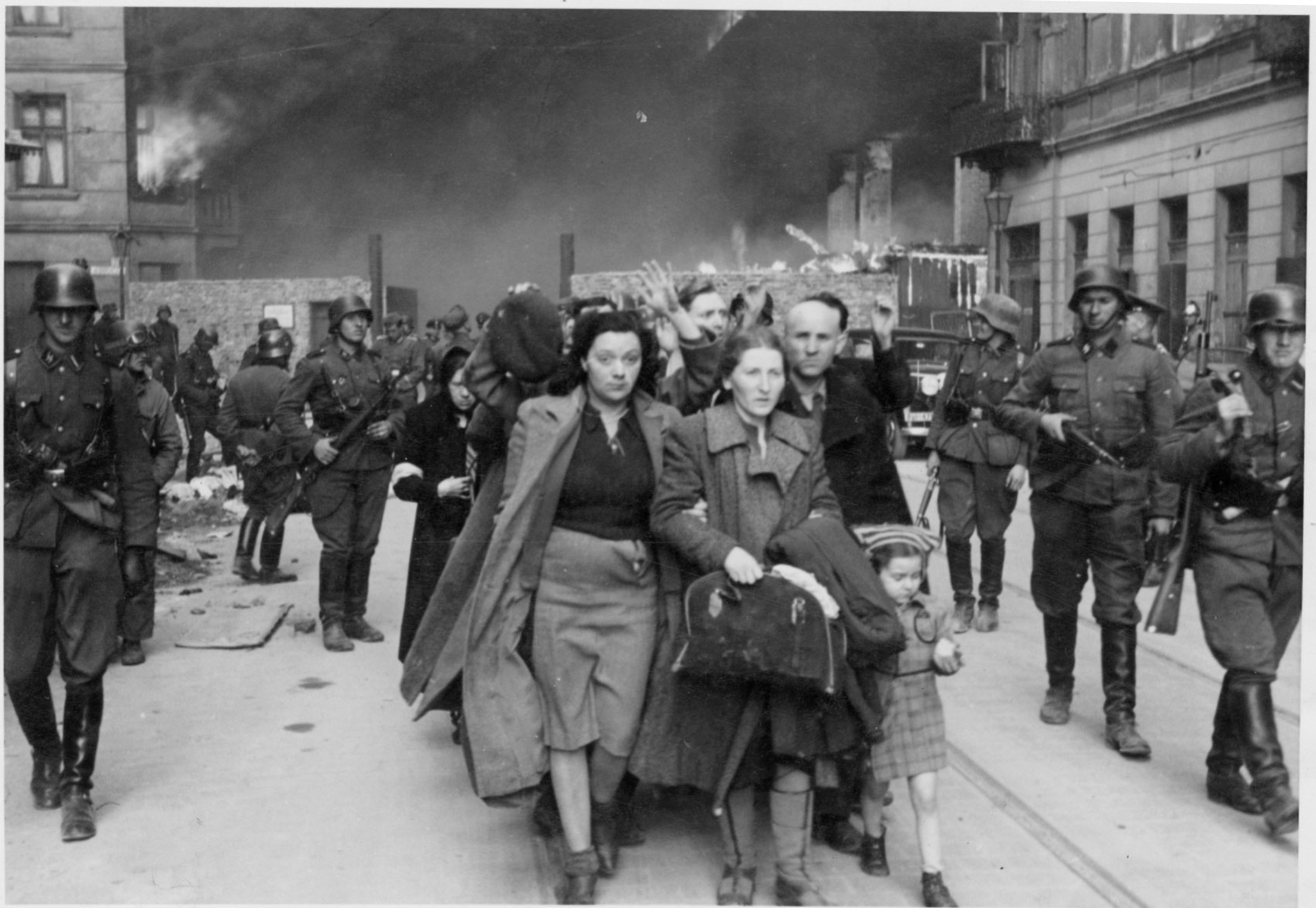
Femmes en tête d’une colonne de Juifs emmenés vers l'extermination par des SS, dans le cadre de la répression du soulèvement du ghetto de Varsovie en avril-mai 1943. En général, les personnes photographiées ont pu être identifiées après la guerre.

Alors que sous la république de Weimar le chômage de masse conduit de nombreuses personnalités politiques à critiquer le travail des femmes, les femmes juives doivent en plus supporter les reproches antisémites inhérents à leur identité.
Au même titre que les hommes Juifs ou Tsiganes, les femmes de ces communautés sont également discriminées, puis déportées et pour certaines exterminées. Mise en lumière, l'idéologie nazie poursuit ainsi vis-à-vis des femmes un double objectif : « accroître le potentiel humain du Reich, et par conséquent sa puissance [cela grâce aux Aryennes, épouses et mères], mais en même temps créer cet homme nouveau dont la puissance devait constituer, selon Hitler, la véritable tâche historique du national-socialisme » [ce en quoi les Juifs et d'autres minorités étaient exclus et devait par conséquent disparaître] : la stérilisation, l'eugénisme voire l'extermination se trouvent dès lors justifiés. Il existe dans la plupart des camps des secteurs pour les détenues féminines (notamment à Auschwitz et Bergen-Belsen) mais le camp de Ravensbrück, ouvert en mai 1939, se distingue en étant un camp exclusivement féminin, comptabilisant jusqu'en 1945 environ 100 000 prisonnières. Un premier camp de concentration féminin avait été ouvert en 1933 à Moringen, avant d'être transféré en 1938 à Lichtenburg. S'il n’y a pas de discrimination sexuelle face à cela, la mortalité féminine demeure, selon des études, plus élevée : elles représentent environ les deux tiers des Juifs et 56 % des Tsiganes exterminés. La politique eugéniste mise en place par le régime concerne 20 % de la population allemande, soit 12 millions d’habitants, bien qu’au final, seulement 1 % d’hommes et de femmes ont été stérilisés : ces stérilisations avaient pour cause : « [la] déficience mentale (reconnue ou suspectée) ; en prévision de viols (maisons closes des soldats) ; pour comportement hétérosexuel irrégulier ; pour celles qui ont la capacité et la volonté d’obtenir un emploi ; pour celles qui veulent obtenir un emploi ». Au même titres que les hommes, des femmes handicapées sont victimes du programme Aktion T4.
Dans les camps d'extermination, considérées comme plus vulnérables que les hommes, elles sont généralement envoyées plus rapidement vers les chambres à gaz, alors que la force des hommes est employée à des travaux jusqu'à épuisement. Certaines sont également soumises à des expériences médicales. Nathalie de Voghelae note que « les travaux forcés sont tellement durs que les fausses couches sont fréquentes. De plus, selon le témoignage d'un médecin interné à Buchenwald, 100 % des femmes ne sont plus réglées après seulement quelques mois de détention. Cependant, le processus reprend son cours après leur libération ».
Certaines prennent la voie de la Résistance, comme la polonaise Haika Grossman, qui participe à l'organisation du soulèvement du ghetto de Białystok, dans la nuit du 15 au 16 août 1943. Le 7 octobre 1944, des membres du Sonderkommando, 250 prisonniers responsables des corps des personnes après gazage, se soulèvent ; ils s'étaient procuré des explosifs subtilisés par un Kommando de jeunes femmes juives (Ala Gertner, Regina Safir, Estera Wajsblum et Roza Robota) travaillant dans les usines d'armement de l’Union Werke. Ils réussirent à détruire partiellement le crématoire IV.
Contrairement à l'homosexualité masculine, le lesbianisme n'est pas puni par la loi et les lesbiennes subissent moins de persécutions que les hommes homosexuels. Dans un contexte de politique nataliste, les Nazis estimaient que cela ne les empêchait pas d'enfanter. Après la période de tolérance de la République de Weimar, les lesbiennes doivent obéir à la norme hétérosexuelle du Reich ou vivre leur sexualité de manière cachée (mariages blancs, style vestimentaire « féminin »). Comme le note l'historienne Florence Tamagne : « Si elles acceptaient d’abdiquer leur personnalité et de se conformer aux normes en vigueur, elles avaient peu de risques d’être inquiétées ». Les droits LGBT sont cependant foulés au pied par le Troisième Reich ; en 1928, le député nazi Wilhelm Frick déclarait : « Celui qui pense à un amour homosexuel ou lesbien est notre ennemi ». Les bars et journaux LGBT sont tous interdits au début des régimes et plusieurs dizaines de lesbiennes sont déportées, comme Henny Schermann, également juive. Leur déportation a souvent lieu pour d'autres motifs que leur sexualité. Dans les camps, les lesbiennes sont victimes d'humiliations et de viols ; des relations aussi s'y nouent mais sont punies très sévèrement (privation de nourriture, coups de bâton, enfermement, voire la mort),.

## Des femmes contre le Troisième Reich
Outre les résistantes acculées à cet engagement en raison du risque qu'elles courent à être déportées et exterminées en raison de leur appartenance raciale, certaines Allemandes s'engagent également contre le régime national-socialiste, représentant environ 15 % de la Résistance. Monique Moser-Verrey note cependant : « Si l'on peut dire que parmi les minorités persécutées les femmes sont plus souvent épargnées que les hommes, c'est que leur statut inférieur dans une société dominée par les hommes n'en fait pas pour le régime des ennemies de taille, mais ce sont elles qui comprennent qu'il faut fuir ou se cacher bien avant leurs conjoints malmenés dont l'insertion sociale est cependant plus complète ».
L'étudiante communiste Liselotte Herrmann proteste dès 1933 contre la nomination d'Adolf Hitler au poste de chancelier et réussit à faire passer aux gouvernements étrangers des informations sur le réarmement de l'Allemagne ; elle est arrêtée en 1935, condamnée à mort deux ans plus tard et exécutée en 1938 : elle est alors la première mère allemande à subir la peine capitale depuis le début du régime.
Vingt femmes venant de Düsseldorf, qui étaient venus voir les pères, frères ou fils déportés au camp de Börgermoor, réussissent à exfiltrer le fameux Le Chant des déportés et à le faire connaître. Freya von Moltke, Mildred Harnack-Fish et Libertas Schulze-Boysen participent au groupe résistant du Cercle de Kreisau et l'Orchestre rouge ; les deux dernières sont arrêtées et exécutées. L'étudiante de 20 ans Sophie Scholl, membre de La Rose blanche est exécutée le 22 février 1943 avec son frère Hans Scholl et Christopher Probst, pour avoir diffusé des tracts. La résistante Maria Terwiel aide à faire connaître le célèbre sermon condamnant les exécutions de malades mentaux, de Clemens von Galen, évêque de Münster, ainsi qu'à faire passer des Juifs à l'étranger ; elle est exécutée le 5 août 1943. En outre en février 1943, une manifestation dite de la Rosenstraße est organisée, à l'issue de laquelle des femmes racialement aryennes mais mariées à des Juifs obtiennent la libération de leurs époux. Individuellement, on relève des cas de femmes récompensées par le régime, donnant leur croix d'honneur de la mère allemande à des mères juives pour tromper les autorités.
Des femmes luttent également de l'étranger, comme Dora Schaul, une communiste qui avait quitté l'Allemagne en 1934 et qui participe à partir de juillet 1942 aux réseaux clandestins Deutsch-Arbeit (Travail allemand) et Deutsche-Feldpost (Poste de campagne allemande), à partir de l'École de santé militaire de Lyon. Hilde Meisel tente dès 1933 de galvaniser l'opinion anglaise contre le régime national-socialiste ; elle revient en Allemagne pendant la guerre mais est exécutée au détour d'une route.

## Vie mondaine et cercles de pouvoirs

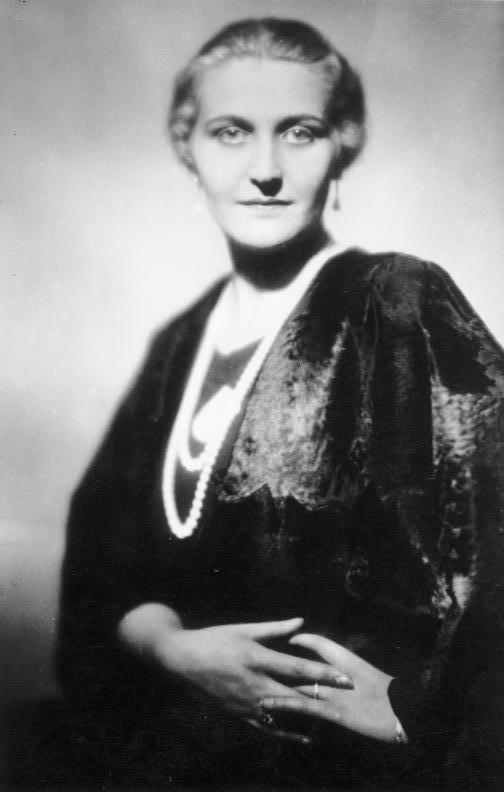
Magda Goebbels, épouse du ministre de la Propagande Joseph Goebbels.

Si les femmes n'ont plus de pouvoir politique sous le Troisième Reich, un cercle d'influence existe autour d'Adolf Hitler. Celui-ci, qui était ami avec la britannique Unity Mitford fait de Magda Goebbels, l'épouse du ministre de la Propagande Joseph Goebbels, la « Première dame du Troisième Reich », : elle représente le régime lors des visites d'État et des sorties officielles. Déjà, le 19 décembre 1931, son mariage avec Goebbels avait été considéré comme un évènement mondain, auquel est notamment conviée Leni Riefenstahl. Il lui incombe de se poser en modèle de la mère allemande lors de la fête des Mères.
Eleonore Baur, amie avec Hitler depuis 1920 (elle a participé au putsch de la Brasserie) est la seule femme à recevoir l'Ordre du sang ; elle participe également à plusieurs réceptions officielles et est proche d'Heinrich Himmler, qui la nomme même assistance sociale pour la Waffen-SS et lui permet d'accéder librement aux camps de concentration, ce qu'elle fait régulièrement, notamment à celui de Dachau.
Malgré des relations psychologiquement confuses avec les femmes de son cercle amoureux et sexuel, Hitler n'oublie pas qu'il doit une partie de son ascension politiques à des femmes qui l'ont intégré dans les milieux mondains (nobles et industriels), comme Elsa Bruckmann (en raison, pour Joachim Fest, que ces « femmes représentaient le plus souvent une classe sociale vieillie et usée dans les raffinements de l’existence, et elles étaient précisément avides de ce genre de sensations que Hitler pouvait leur offrir : son extrémisme, l'illogisme grossier de ses conceptions, mais aussi son inexpérience du beau monde et sa mauvaise éducation ») et que son célibat a participé à l'admiration que lui vouait une grande part de ses électrices : cela participe certes d'une mise en scène de Hitler, que Friedrich Reck-Malleczewen compare à un « escroc au mariage cherchant à duper des cuisinières en mal d'amour », mais fonctionne : « L'attente impatiente de l'instant du défoulement, de la grande libération, au milieu des cris démentiels de la foule, révélait d'éclatante façon le caractère érotique de ces manifestations et leur ressemblance inconstable avec les accouplements publics de certaines tribus primitives ». Néanmoins, pour l’historienne Anna-Maria Sigmund cette partie de cette haute-société fonctionne en vase clos : « À cela veille la censure efficace et rigoureuse du Dr. Josef Goebbels à l’encontre du moindre regard indésirable posé sur la sphère privée des dirigeants. Ainsi n'y avait-il que de rares rumeurs, secrètes, que l’on répandait au péril de sa vie : la cour de Hitler formait une société hermétiquement close et exclusive ».
Dans certains domaines, des femmes arrivent également à se distinguer, mais elles font figure d'exceptions. À cet égard, l’attitude de Hitler est ambivalente : « Il lançait des propos virulents et provocateurs […] mais encourageait en même temps avec force des carrières féminines ». Ainsi, Leni Riefenstahl est la réalisatrice officielle du régime et se voit dotée de moyens énormes pour réaliser ses productions cinématographique (pour Le Triomphe de la volonté ou Les Dieux du stade). Winifred Wagner, elle, dirige le très médiatique festival d'opéra de Bayreuth, et la soprano Elisabeth Schwarzkopf s'impose comme la « diva nazie », comme le note un journal américain, alors que la chanteuse Lale Andersen travaille pour la propagande de Goebbels, que l'actrice Zarah Leander devient une égérie du cinéma allemand et que l’architecte Gerdy Troost se voit confier certains projets. Hanna Reitsch, une pilote émérite, se distingue dans son maniement des avions d'essais (elle est la première femme au monde à devenir commandant de bord et pilote d'hélicoptère) et des projets militaires du régime, notamment le V1 ; elle est la seule femme avec la pilote Melitta Schiller qui se voit décerner le prestigieux Insigne de pilote-observateur en Or avec diamants.
En définitive, si Hitler critique les femmes en public, il peut se laisse aller à plus de modération en privé : « On dit que les femmes ne sont pas créatives. Mais il y a eu une grande femme, et cela m’agace que les hommes ne lui rendent pas justice : Angelika Kauffmann était un des plus grands peintres. […] Que serait devenu Siegfried Wagner s’il n’avait as eu près de lui […] sa mère, Cosima, ainsi que sa compagne tout aussi importante, Winifred ? ». Mais ces avis demeurent le fait de femmes talentueuses éloignées de la femme allemande traditionnelles ; en ce sens, elles font partie d’une élite protégée qu’il n’est pas forcément pertinent de mettre au même plan que les directives imposées généralement aux femmes : « Pendant le IIIe Reich, les « dames » étaient l’ornement bienvenu des réceptions à la chancellerie ou à la cour de Hitler. Sinon, il était souvent question de la « femme à la terre et au rouet ». Autant de slogans que les femmes de l’élite nazie ne prenaient pas pour elles. Même « la louche est l’arme de la femme » ne les touchait guère, puisque la plupart laissant cette activité à leur personnel ».
Les épouses des dignitaires et des ministres se comportent souvent à l’inverse – certes uniquement dans leur vie privée – des préceptes du national-socialisme ; Anna-Maria Sigmund note ainsi : « en réalité, personne n’a moins correspondu à l’idéal nazi de la femme que les épouses, compagnes et amies des dirigeants nationaux-socialistes. Eva Braun n’avait pas l’intention de renoncer aux vêtements de haute couture ou au maquillage, elle pratiquait le body-building et faisait de la photo. Margarete Himmler, l'ancienne infirmière, méprisait bien trop son mari pour prendre ses idées au sérieux. Emmy Göring avait tracé son chemin de comédienne, et Carin Göring était l’exemple même de l’agitatrice politique. Henriette von Schirach s’engagea pour la régénération de la culture viennoise, et les dirigeants nazis féminins moins connus, mais d’une activité sans relâche, se tenaient rarement, sinon jamais, devant le fourneau domestique. Même la figure de proue nationale-socialiste Magda Goebbels s’écarta de la ligne officielle du parti pour défendre avec véhémence les droits des femmes ». Seules certaines, comme Gerda Bormann (de) satisfont par ailleurs les « quotas » d’enfants demandés par foyer : elle en donne ainsi neuf à son mari Martin Bormann, secrétaire particulier du Führer et lui propose même de faire promulguer une loi instaurant la bigamie dans les ménages afin que les « femmes honorables [ne soient pas] condamnées à ne pas avoir d'enfants » si leur mari venait à tomber à la guerre : cette position reçoit un certain écho parmi les dirigeants masculins, notamment Heinrich Himmler qui « élabora des directives concernant une nouvelle législation du mariage et la suppression de la monogamie », et on pourrait voir dans le Lebensborn une préfiguration de cette politique à venir.

### Galerie d'épouses et de filles de dignitaires

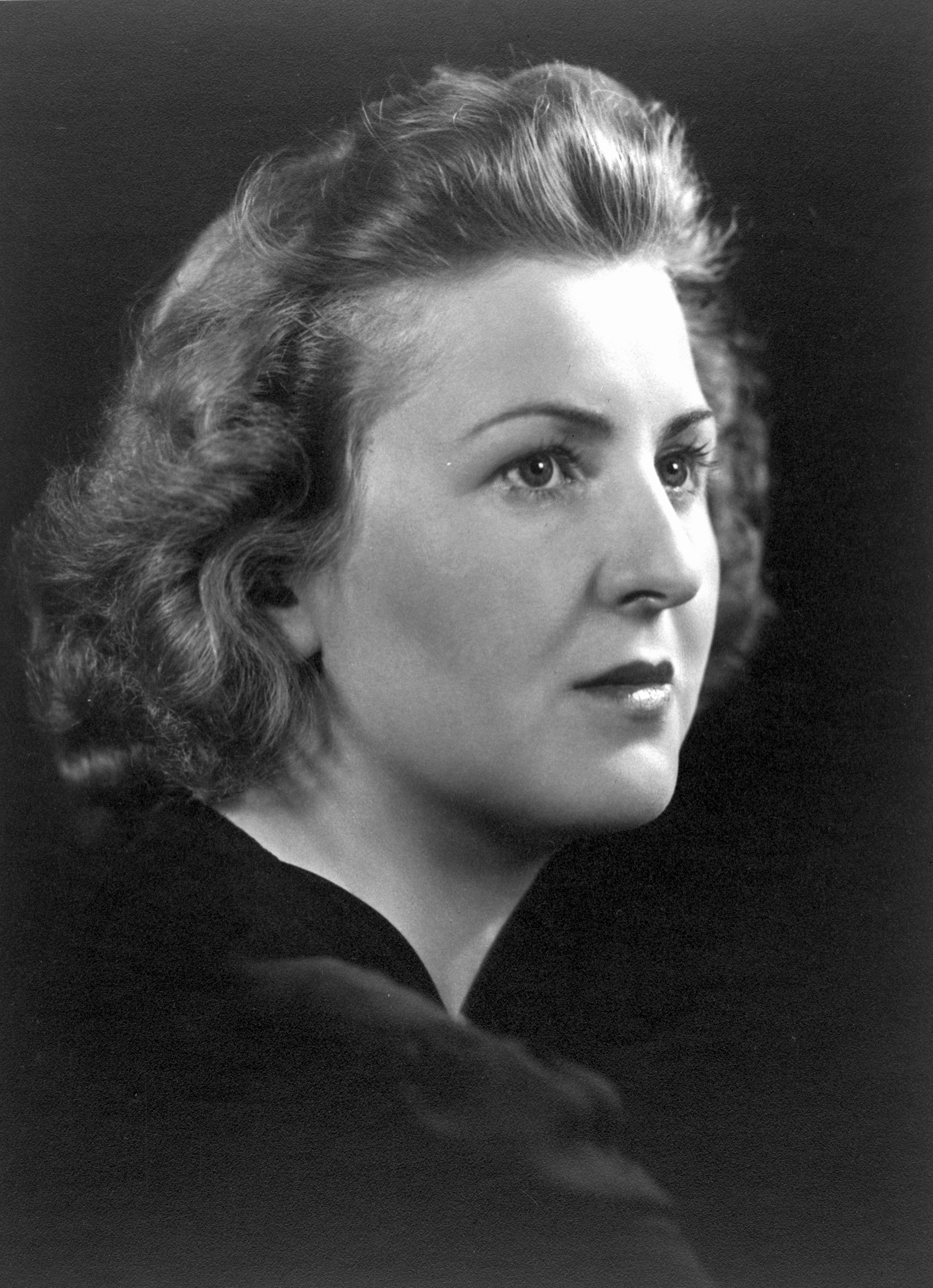
Eva Braun, compagne puis épouse[f] d'Adolf Hitler.
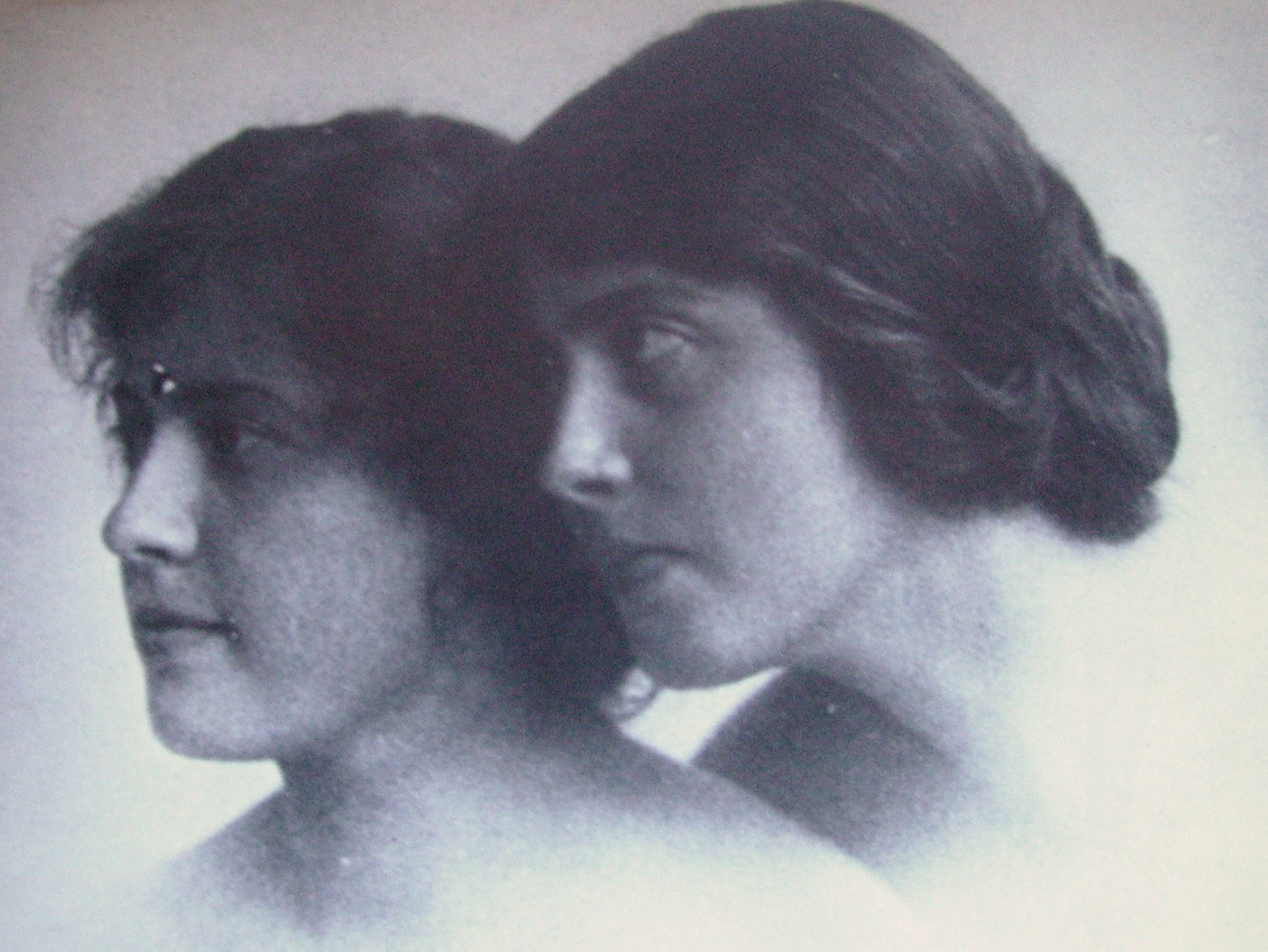
Carin Göring (à gauche) première épouse[g] du futur ministre de l'Air Hermann Göring.
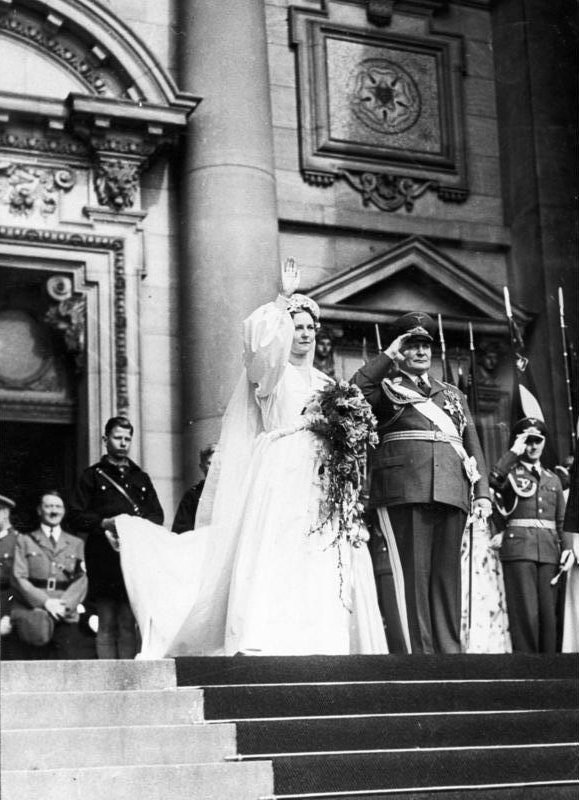
L'actrice Emmy Göring, seconde épouse[h] du ministre de l'Air Hermann Göring.
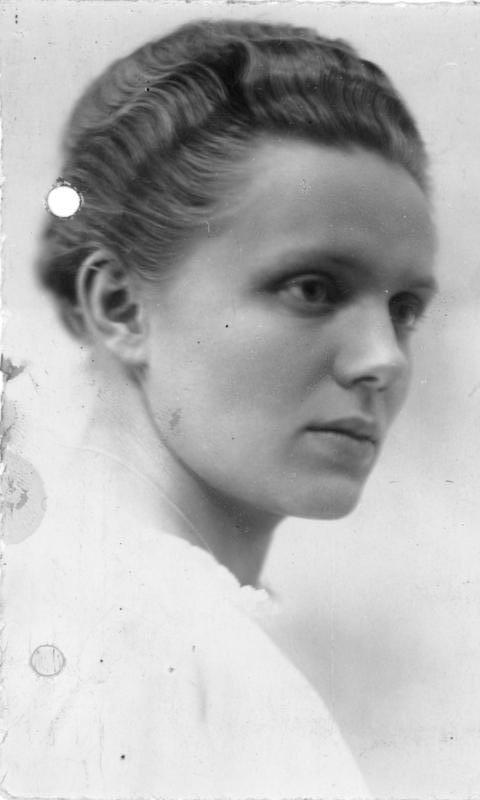
Marga Himmler, épouse du Reichsführer-SS et ministre de l'Intérieur Heinrich Himmler.
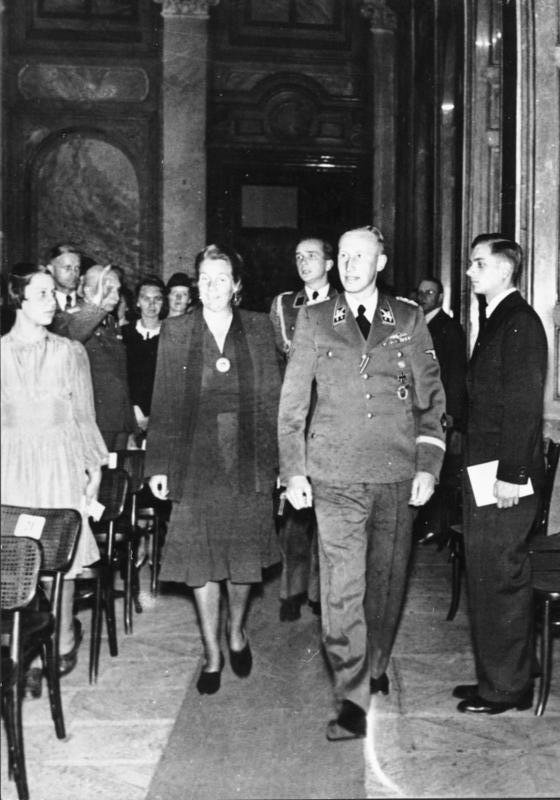
Lina Heydrich, épouse de Reinhard Heydrich, directeur du RSHA[i] et « vice-gouverneur » du Reich en Bohême-Moravie[j].
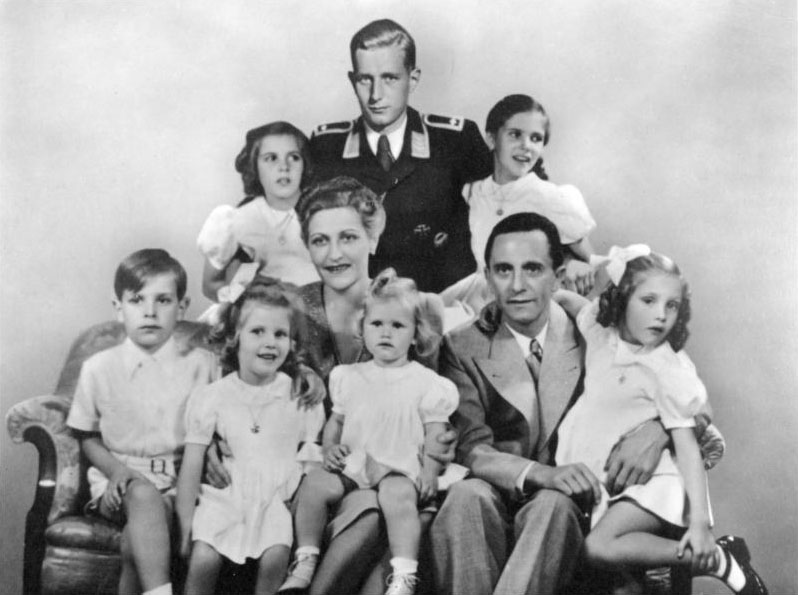
Les cinq filles de Joseph et Magda Goebbels : Helga, Hildegard, Heldwig, Holdine et Heidrun.
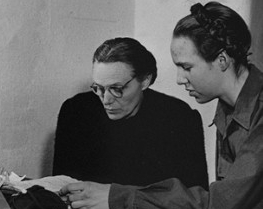
Les filles de Himmler : Margaret et Gudrun.

### Galerie de personnalités féminines

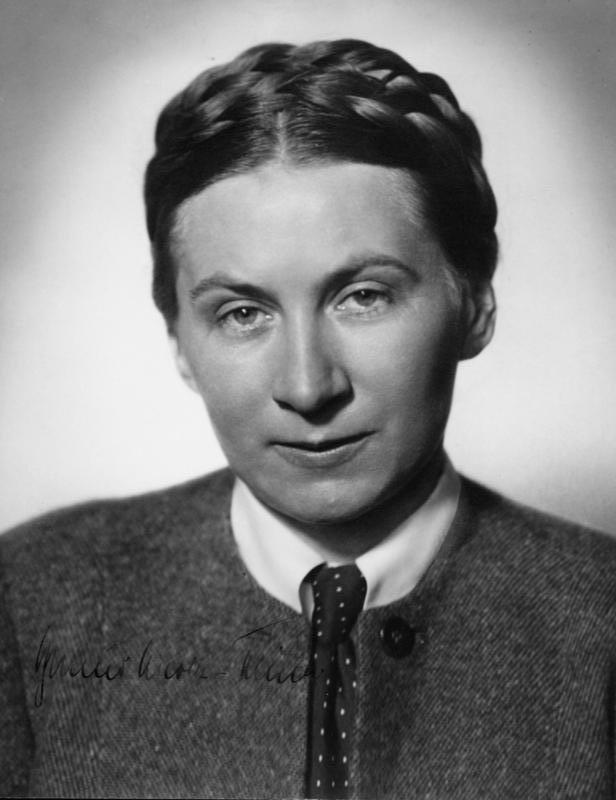
Gertrud Scholtz-Klink, la présidente du NS-Frauenschaft.
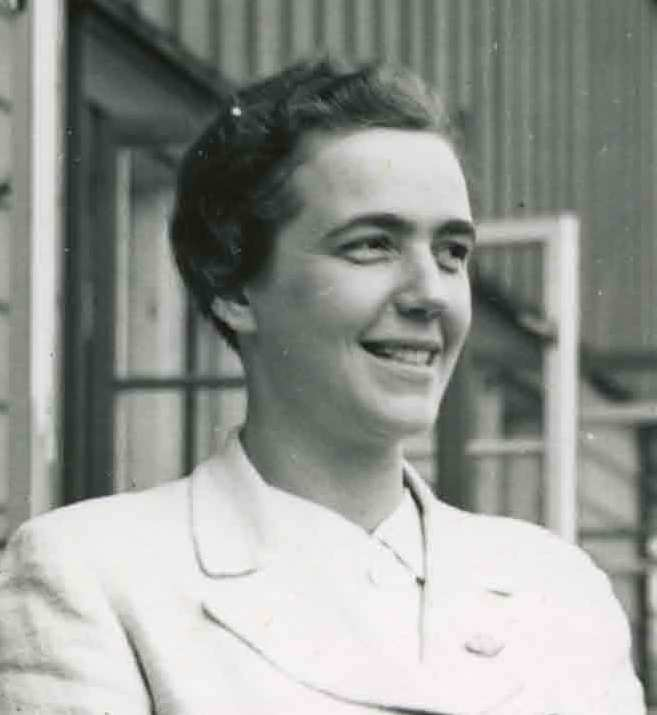
Jutta Rüdiger, directrice des Bund Deutscher Mädel.
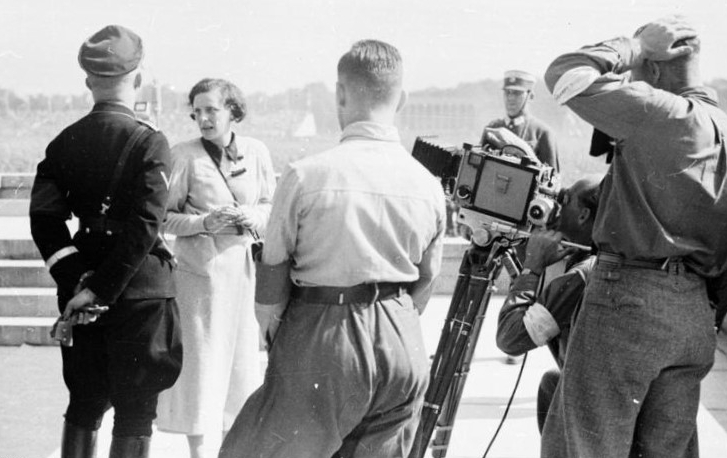
La cinéaste Leni Riefenstahl avec Heinrich Himmler.
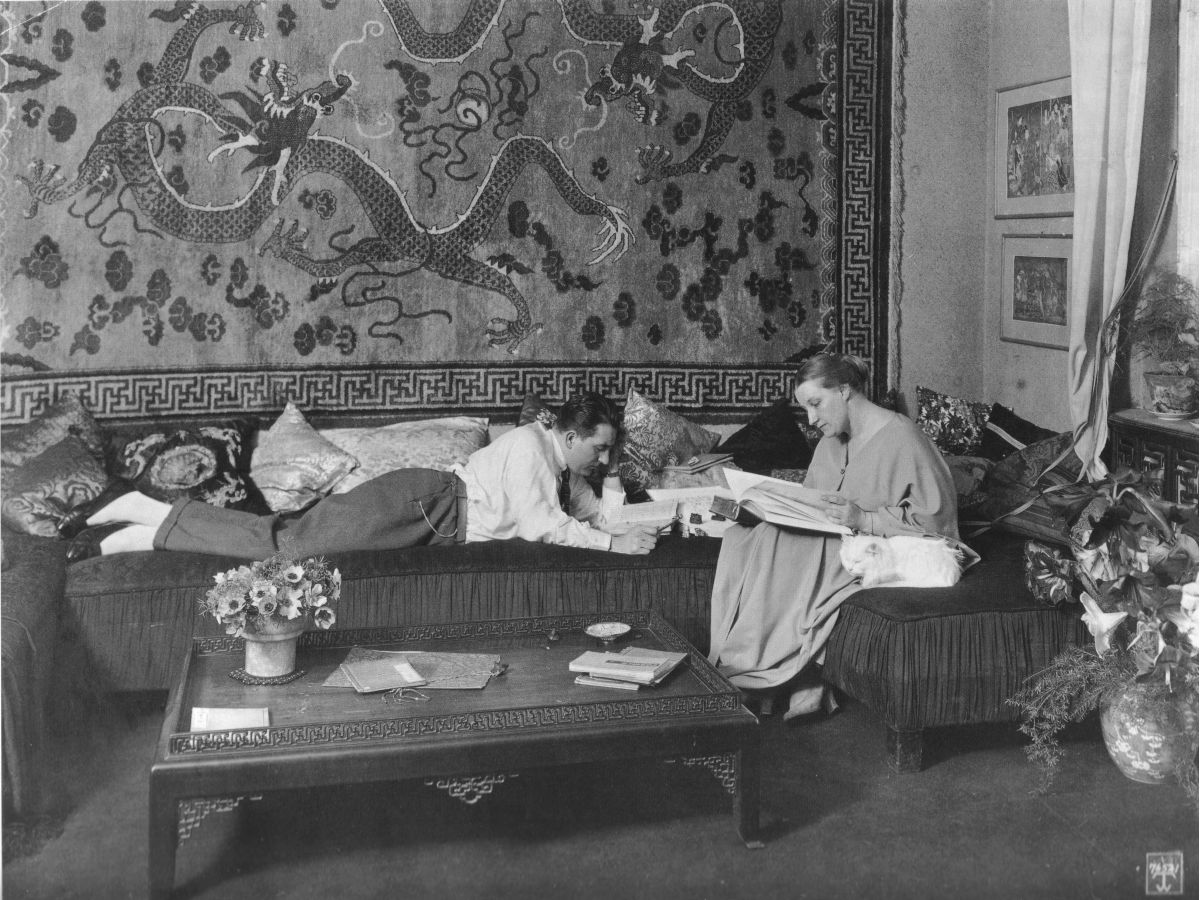
La scénariste Thea von Harbou.
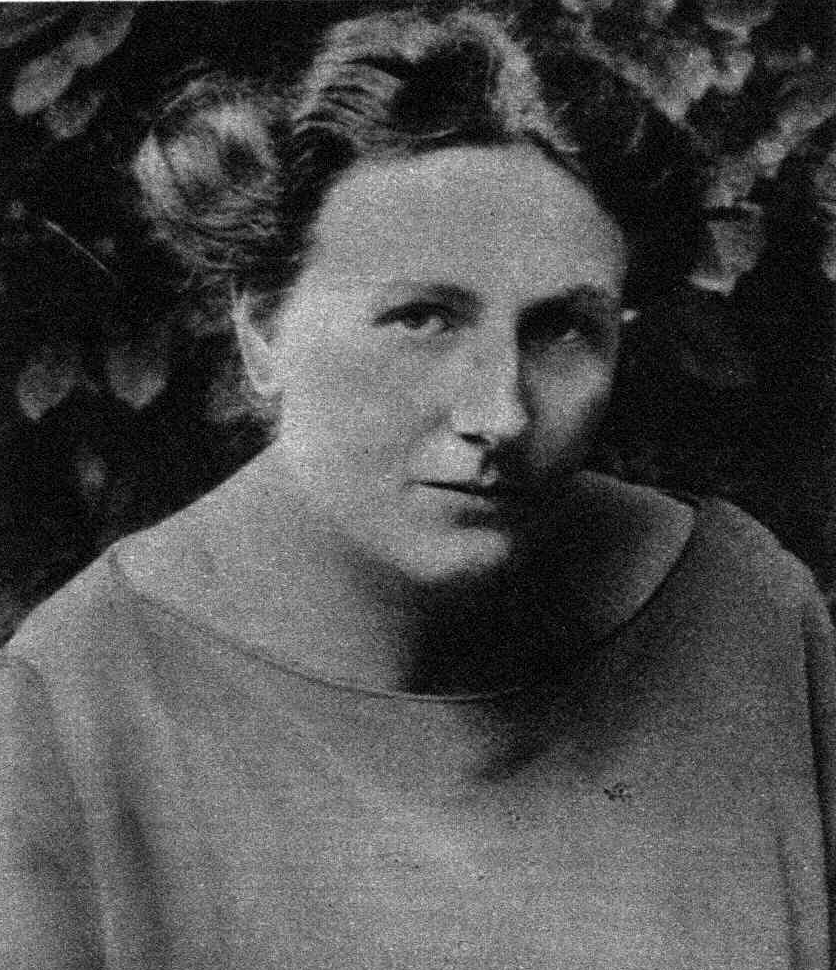
La directrice du festival de Bayreuth, Winifred Wagner.
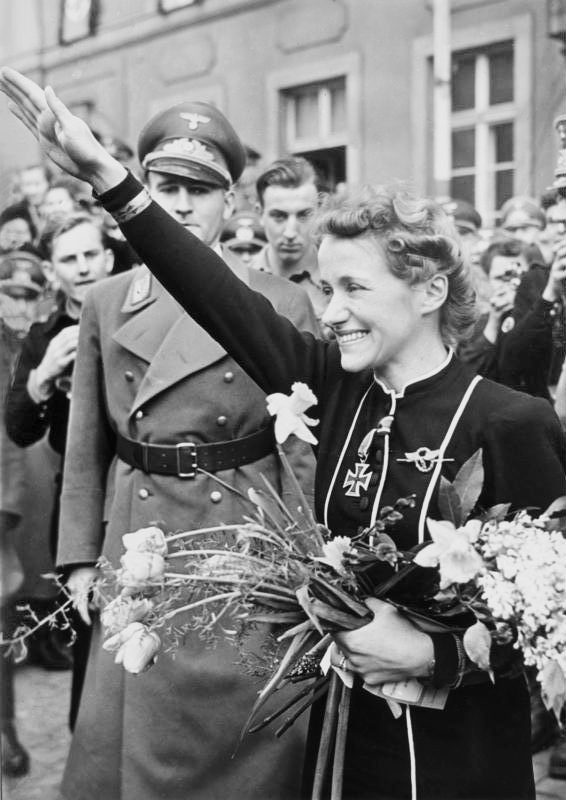
L'aviatrice Hanna Reitsch.
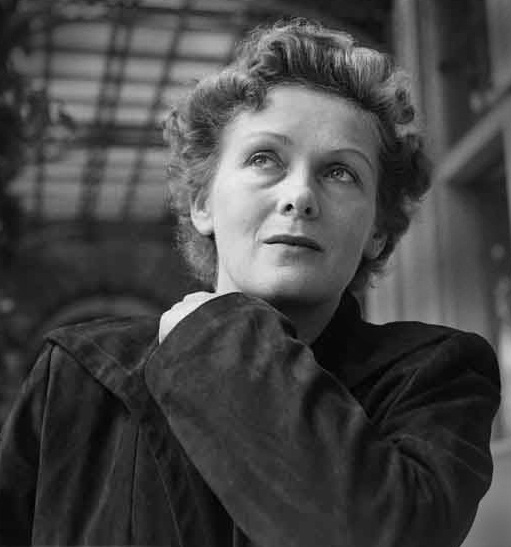
La cantatrice Elisabeth Schwarzkopf.
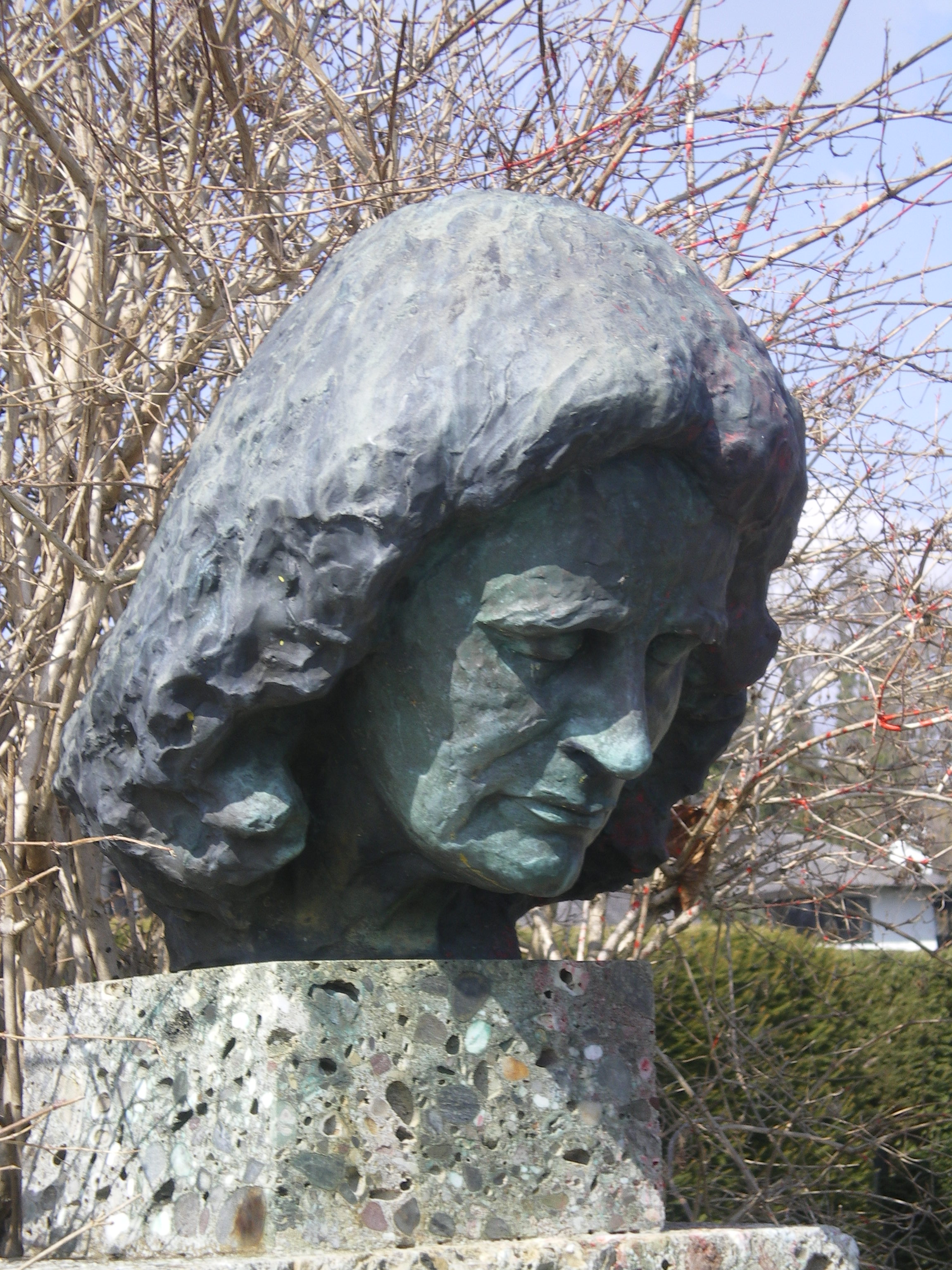
Buste de la pianiste Elly Ney.
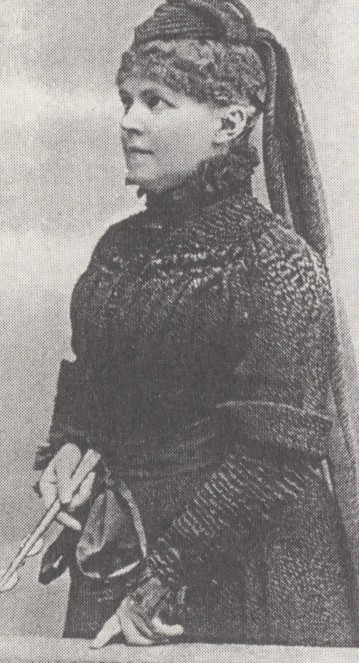
Elisabeth, sœur du philosophe Nietzsche.
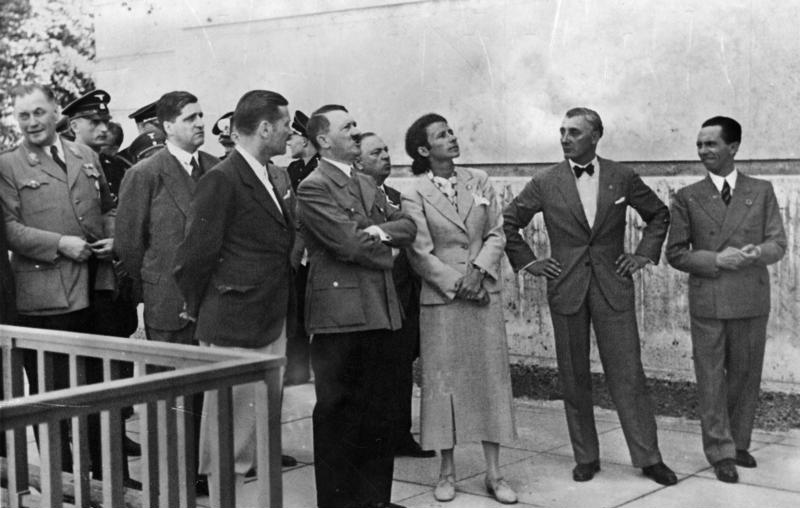
L'architecte Gerdy Troost, en compagnie de Hitler et Goebbels.
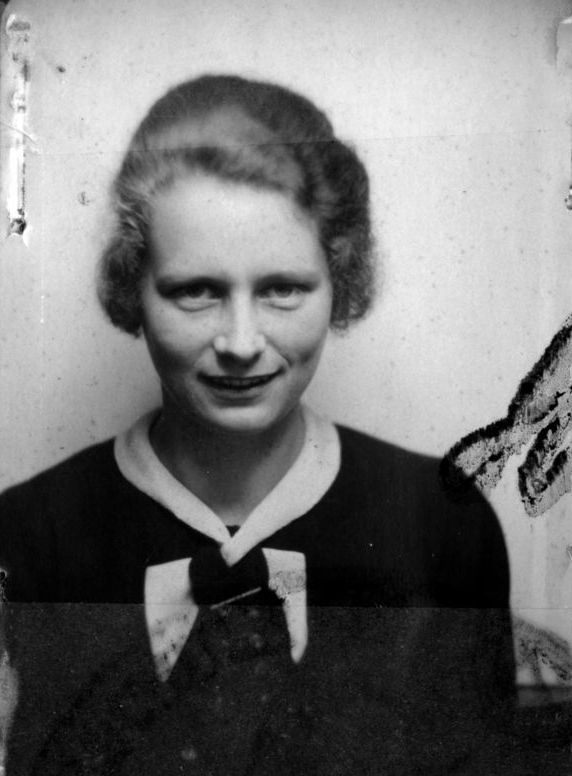
Hedwig Potthast, secrétaire et maîtresse du Reichsführer-SS Heinrich Himmler.

## Les femmes après la chute du Troisième Reich
Après la chute du Troisième Reich, certaines femmes, comme Magda Goebbels, préfèrent se suicider.
D'autres très nombreuses Allemandes, surnommées femmes des ruines, participent à la reconstruction de l'Allemagne en déblayant les ruines issues des destructions dues à la guerre. En zone d'occupation soviétique, plus de deux millions de femmes sont victimes de viol. L'une d'elles laissera un témoignage rédigé de cette expérience : Une femme à Berlin (en allemand : Eine Frau in Berlin).

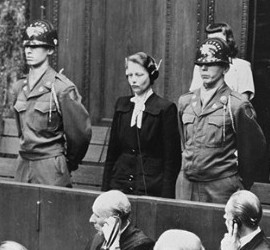
Herta Oberheuser au procès des médecins, le 20 août 1947.

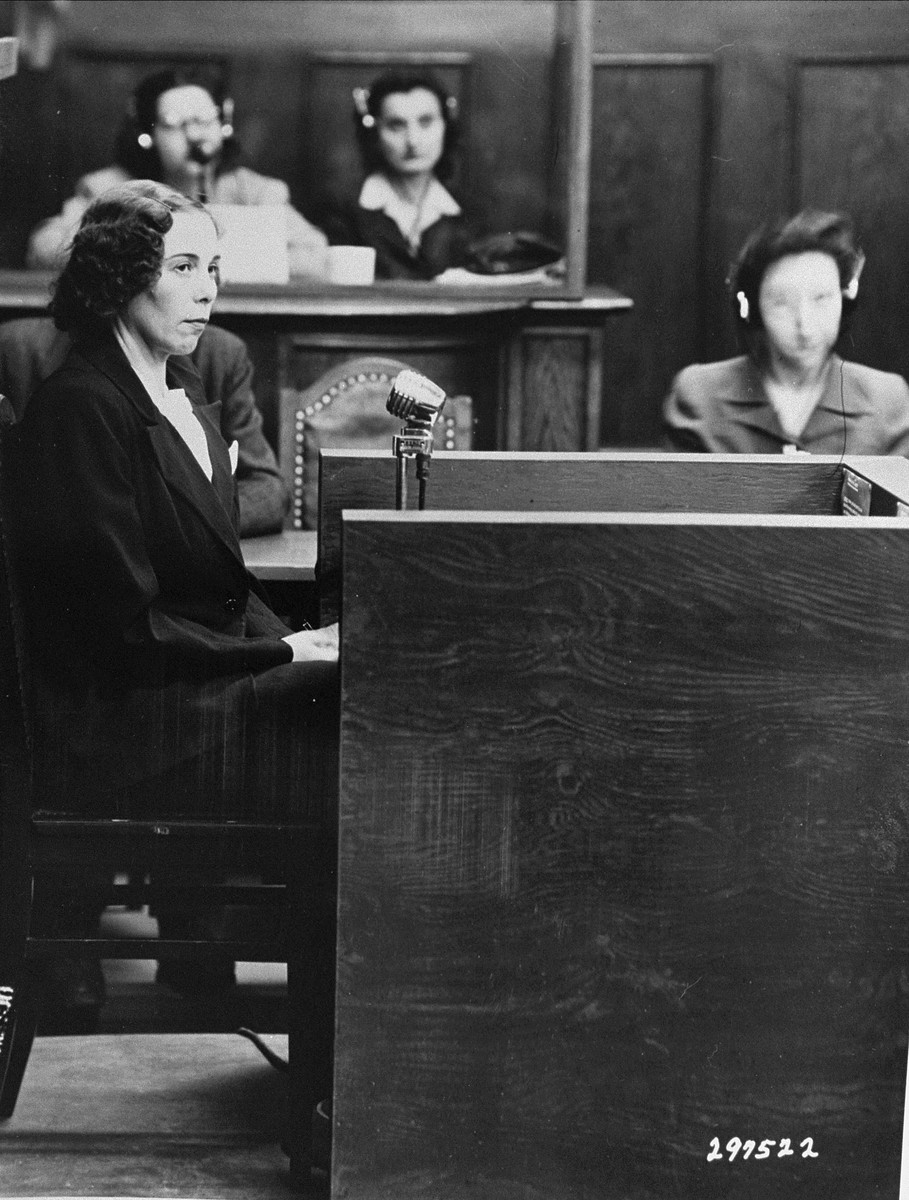
Inge Viermetz au procès du RuSHA, le 28 janvier 1948.

Si elles n'ont pas été jugées avec la même sévérité que les caciques du régime, certaines femmes ont été inquiétées après la guerre. Ainsi, Herta Oberheuser, une médecin ayant participé aux expérimentations médicales nazies au camp de Ravensbrück de 1940 à 1943 est la seule femme présente dans le box des accusés du procès des médecins de Nuremberg. Elle est jugée responsable d'avoir inoculé des virus à 86 femmes ainsi que de la mort d'enfants. Elle est condamnée à vingt ans de prison. De son côté, Inge Viermetz, jugée au procès du RuSHA, est acquittée.
Le tribunal de dénazification interdit à Winifred Wagner de s'occuper du festival de Bayreuth. La cinéaste Leni Riefenstahl est elle portée à comparaître devant les tribunaux en 1948, accusée de ne pas avoir rétribué les Roms et les Sintis pour son film Tiefland et de leur avoir faussement promis de les sauver des camps ; elle est finalement acquittée.
Certaines femmes allemandes, influentes ou non, interrogées longtemps après la fin du Troisième Reich, confesseront n'avoir pas renié le régime national-socialiste, ni la personne d'Adolf Hitler, refusant parfois de reconnaître les crimes commis pendant ces années. D'autres, comme Henriette von Schirach dans son livre Der Preis der Herrlichkeit. Erfahrene Zeitgeschichte, se montreront plus ambigües, cette dernière récusant un régime qui passait par « le triomphe de la vanité ».

### Les femmes allemandes, responsables?

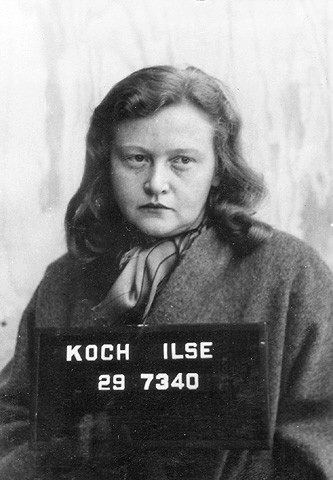
Immatriculation de l’Aufseherin du camp de Buchenwald, Ilse Koch, après son arrestation.

La question de la culpabilité du peuple allemand dans son soutien au nazisme a longtemps occulté les femmes, en vertu du peu de pouvoirs politiques qu'elles possédaient dans ce régime. Ainsi, comme l'explique l'historienne allemande Gisela Bock (qui participe avec les premiers historiens à mettre en avant ce sujet, en interrogeant des femmes de l'époque du Troisième Reich) en 1984 dans When Biology became Destiny, Women in Weimar and Nazi Germany, les femmes sont asservies économiquement et moralement, ne pouvant pas exercer leur liberté en étant cantonnées au foyer et placées sous la férule de leur époux. Ainsi, on associe jusqu'aux années 1980, dans les études sur le sujet, essentiellement les femmes à des victimes d'un « machisme » et d'une « misogynie » fascistes.
Néanmoins, la simplicité de cette analyse tend à disparaître avec les études récentes. En 1987, l'historienne Claudia Koonz dans Mothers in Fatherland, Women, the Family and Nazi Politics remet en question cette affirmation et leur reconnaît une certaine culpabilité. Nombre de femmes admirèrent en effet Adolf Hitler et lui permettent ses succès électoraux au début des années 1930. Elle déclare ainsi : « Loin d’être impuissantes ou innocentes, les femmes rendirent possible l’État meurtrier au nom des intérêts qu’elles définissaient comme maternels ». Pour elle, le cantonnement des femmes au foyer leur permettait justement de s'affirmer et de quérir une identité, notamment par le biais des associations nazies féminines menées par Gertrud Scholtz-Klink. Elles aideraient donc à la stabilisation du régime. Les femmes se complurent ainsi dans la politique eugéniste de l'État, qui promettaient des aides financières si la natalité était forte ; elles aideraient donc à la stabilisation du régime « en préservant l’illusion de l’amour dans un environnement de haine ». En outre, si Gisela Bock dénonça les travaux de sa collègue comme « antiféministes », d'autres comme Adelheid von Saldern (de) refusent de s'arrêter à un choix strict entre complicité et oppression et s'intéressent plus à la façon dont le Troisième Reich a inséré les femmes dans son projet pour l'Allemagne.

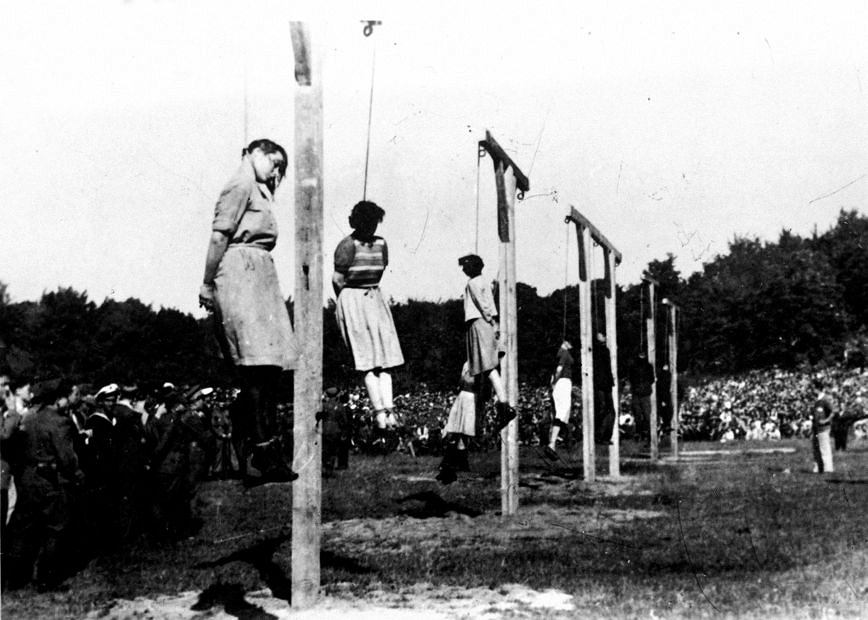
Le sort funeste des gardiennes de camp, ici du camp de concentration du Stutthof, jugées et exécutées en Pologne (à Biskupia Górka près de Gdańsk le 4 juillet 1946).

Claudia Koonz note : « En 1933, les planificateurs nazis, qui avaient interdit le contrôle des naissances et punissaient sévèrement les avortements, décrétaient les lois privant les Juifs de leurs droits de citoyens et obligeaient les « Aryens non conformes racialement » à se soumettre à la stérilisation. Ce fut aux femmes qu'il revint d’appliquer ces édits. Les enseignantes, les infirmières et les assistantes sociales de Scholtz-Klink livrèrent aux agences de stérilisation les retardés mentaux, les schizophrènes, les alcooliques et les marginaux qui passaient entre leurs mains. Les jeunes mariées quittèrent le marché du travail pour donner naissance à de nombreux enfants et bénéficier des aides sociales. Les mères de famille boycottèrent les commerces tenus par les Juifs et cessèrent de voir des amis Juifs de longue date ; d’autres fondèrent des écoles eugénistes pour les jeunes femmes en les préparant à la profession de mère au foyer ; d’autres encore se muèrent en missionnaires pour convertir les hérétiques. Ce fut aux femmes aussi que revint le douteux privilège de dénoncer tout étranger « suspect » dans le voisinage et de fermer leur porte à toute personne « dangereuse » ». Dans ses recherches, elle s’étonne néanmoins de la diversité des profils féminins rencontrés parmi la population féminine allemande : « Le modèle monolithique de la brute ou de la femme passive s’effritait. Les insipides Eva Braun ou les cruelles Irma Grese n’étaient pas légion. On trouvait en revanche énormément de Leni Riefenstahl, opportunistes de tout poil ».

### Néo-nazisme
On compte plusieurs femmes militantes néo-nazies ou défenseures d'anciens nazis, comme les Allemandes Ursula Haverbeck, plusieurs fois condamnée pour négationnisme, et Hélène-Élisabeth d'Isembourg ou Gudrun Himmler (fille d'Heinrich Himmler), lesquelles agissent à travers l'association « Stille Hilfe ». Les Françaises Françoise Dior et Savitri Devi ont, à des titres divers, bénéficié d'une certaine notoriété.

### Famille
Après-guerre, l'Allemagne a repensé son modèle d'éducation en évitant de reproduire des structures institutionnelles trop fortes pour se garder de tout embrigadement. Cela explique en partie le déficit de crèches en RFA puis en Allemagne réunifiée, le traumatisme du Troisième Reich se poursuivant également sur la question familiale. En 2007, la présentatrice de journaux télévisée Eva Herman est ainsi mise à pied pour avoir loué les valeurs familiales nazies.